# Особенности киновселенной Marvel
Медиафраншиза «Кинематографическая вселенная Marvel» (КВМ) включает в себя множество вымышленных элементов, включая локации, оружие и артефакты. Хотя многие из этих особенностей основаны на элементах, которые первоначально появились в американских комиксах издательства Marvel Comics, некоторые особенности были созданы специально для КВМ.

## Места

### Земля
- База Мсти́телей[1][2][3] — основная база команды «Мстители» в северной части штата Нью-Йорк после битвы при Заковии. Первоначально это был склад, принадлежащий компании «Stark Industries», используемый для хранения оборудования[4], прежде чем Тони Старк превратил его в новую штаб-квартиру Мстителей. В конце концов база была разрушена альтернативной версией Таноса в 2023 году, и его руины служили полем битвы для последующей схватки за Землю. Интерьер объекта был создан в цифровом виде компанией «Method Studios» в фильме «Мстители: Эра Альтрона»[5]. Штаб-квартира Porsche в Аэротрополисе Атланты, Джорджия, была дублёром компаунда в фильмах «Первый мститель: Противостояние» и «Человек-паук: Возвращение домой»[6], причём «Trixter» полностью переделала дизайн объект для его появления в «Возвращении домой»[7].

- Ба́шня Мсти́телей (основанная на одноимённой локации из «Marvel Comics»)[8], ранее известная как Ба́шня Ста́рка — небоскрёб, расположенный на Манхэттене в Нью-Йорке[9]. Здание первоначально принадлежало компании «Stark Industries» и служило штаб-квартирой Мстителей до битвы в Заковии[10]. Позже Тони Старк продаёт здание неназванному покупателю, а потом здание получает Валентина Аллегра де Фонтейн[11]. Художник-постановщик фильма «Мстители: Эра Альтрона» Чарльз Вуд построил огромную локацию для съёмок, одну из самых больших локаций, когда-либо созданных для фильма «Marvel», в которой было несколько взаимосвязанных сред и уровней[12].

- Ла́герь «Лиха́й» — военное учебное заведение, расположенное в Уитоне, Нью-Джерси, принадлежащее армии США, которое также действовало как одна из баз Стратегического Научного Резерва во время Второй мировой войны и была преобразована в объект «Щ.И.Т.» после войны. Внутри объекта Говард Старк и Хэнк Пим проводили исследование Тессеракта и частиц Пима[13], в то время как Арним Зола смог тайно перенести своё сознание в серию компьютеров[13]. В 2014 году комплекс был уничтожен ракетой организации «Щ.И.Т.», посланной «Гидрой».

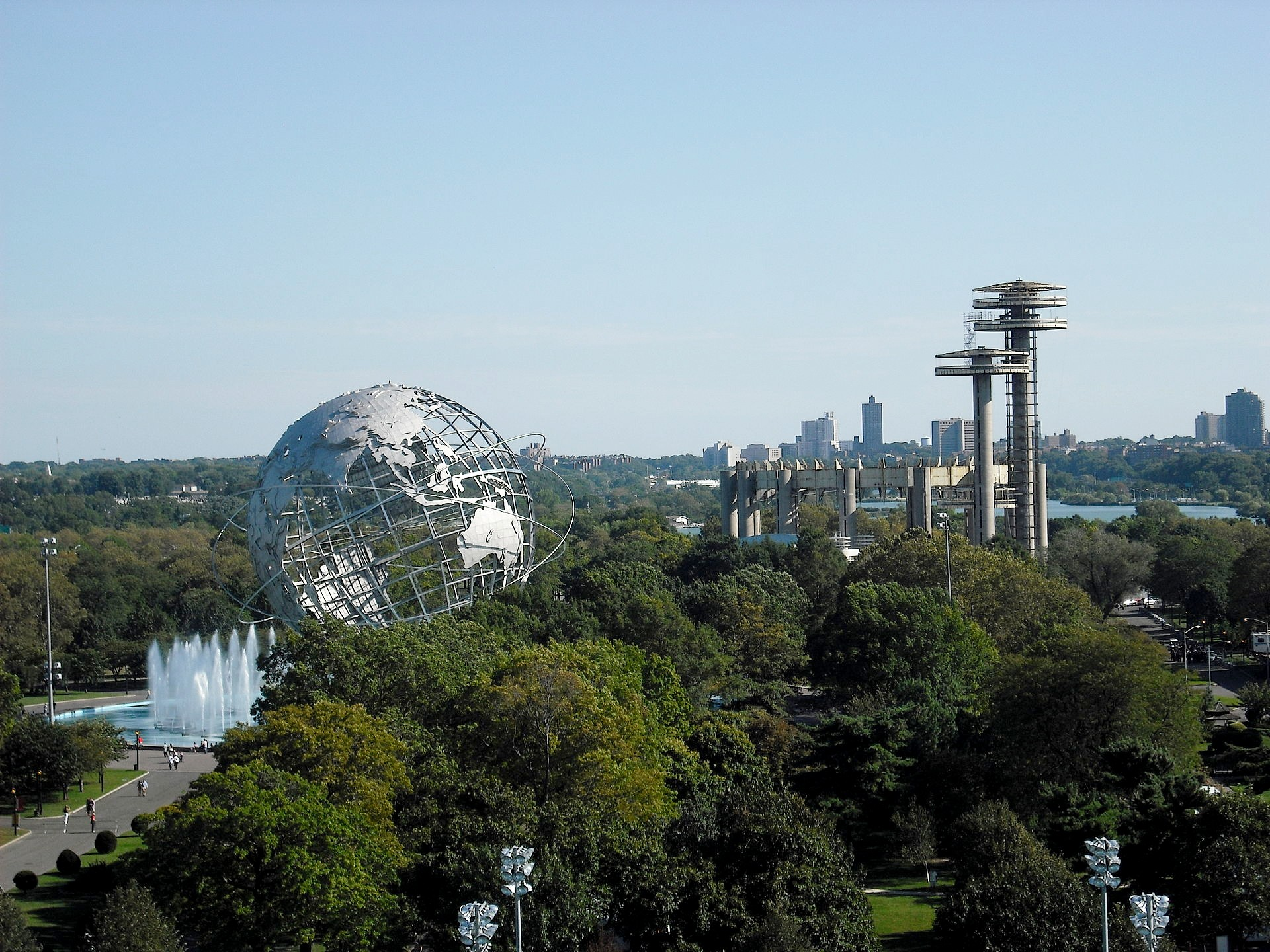
Флашинг-Медоус — Корона-парк, место проведения «Старк Экспо»

- Вы́ставка Капита́на Аме́рики[14] — выставка, расположенная в Смитсоновском музее авиации и космонавтики в Вашингтоне, округ Колумбия, посвящённая жизни Стива Роджерса, а также его знакомых, включая Пегги Картер, Баки Барнса и команды «Воющие Коммандос». Она содержит множество артефактов, принадлежащих Стиву Роджерсу как Капитану Америке, включая его форму времён Второй мировой войны, его мотоцикл и, на короткое время, его щит. В 2024 году, после его боя с террористической группировкой «Разрушители флагов» в Нью-Йорке, Сэм Уилсон упрашивает правительство США установить новый экспонат в честь служения Исайи Брэдли своей стране.

- Фе́рмерский дом Кли́нта Ба́ртона, также известный как «безопа́сный дом» — частная резиденция Клинта Бартона и его семьи. В ней Мстители находят убежище после инцидента в Йоханнесбурге, связанного с сопутствующим ущербом, причинённым Халком. Позже Бартон соглашается провести там некоторое время под домашним арестом после своих действий в Германии, во время которого его семья становится жертвой щелчка Таноса.

- Ка́лверский университе́т — университет в Уиллоудейле, Западная Виргиния. Некоторыми известными бывшими студентами являются Джейн Фостер, Роджер Харрингтон[15] и Дарси Льюис[16], в то время как некоторыми известными бывшими преподавателями являются Брюс Бэннер, Бетти Росс и Эрик Селвиг[17]. Сцены, действие которых происходит в университете в «Невероятном Халке», были сняты в Торонтском университете и Морнингсайд-парке[18].

- Штаб-кварти́ра «Hammer Industries» — главная штаб-квартира компании «Hammer Industries», расположенная в Куинсе, Нью-Йорк. В 2011 году Джастин Хаммер приглашает Ивана Ванко на базу, надеясь стать его партнёром, чтобы победить своего соперника Тони Старка. Наташа Романофф и Хэппи Хоган позже проникают в штаб-квартиру, одолевают охранников и помогают Старку в противостоянии с захваченным костюмом Джеймса Роудса. Штаб-квартира «SpaceX» в Хоторне, Калифорния, послужила съёмочной площадкой для объекта[19].

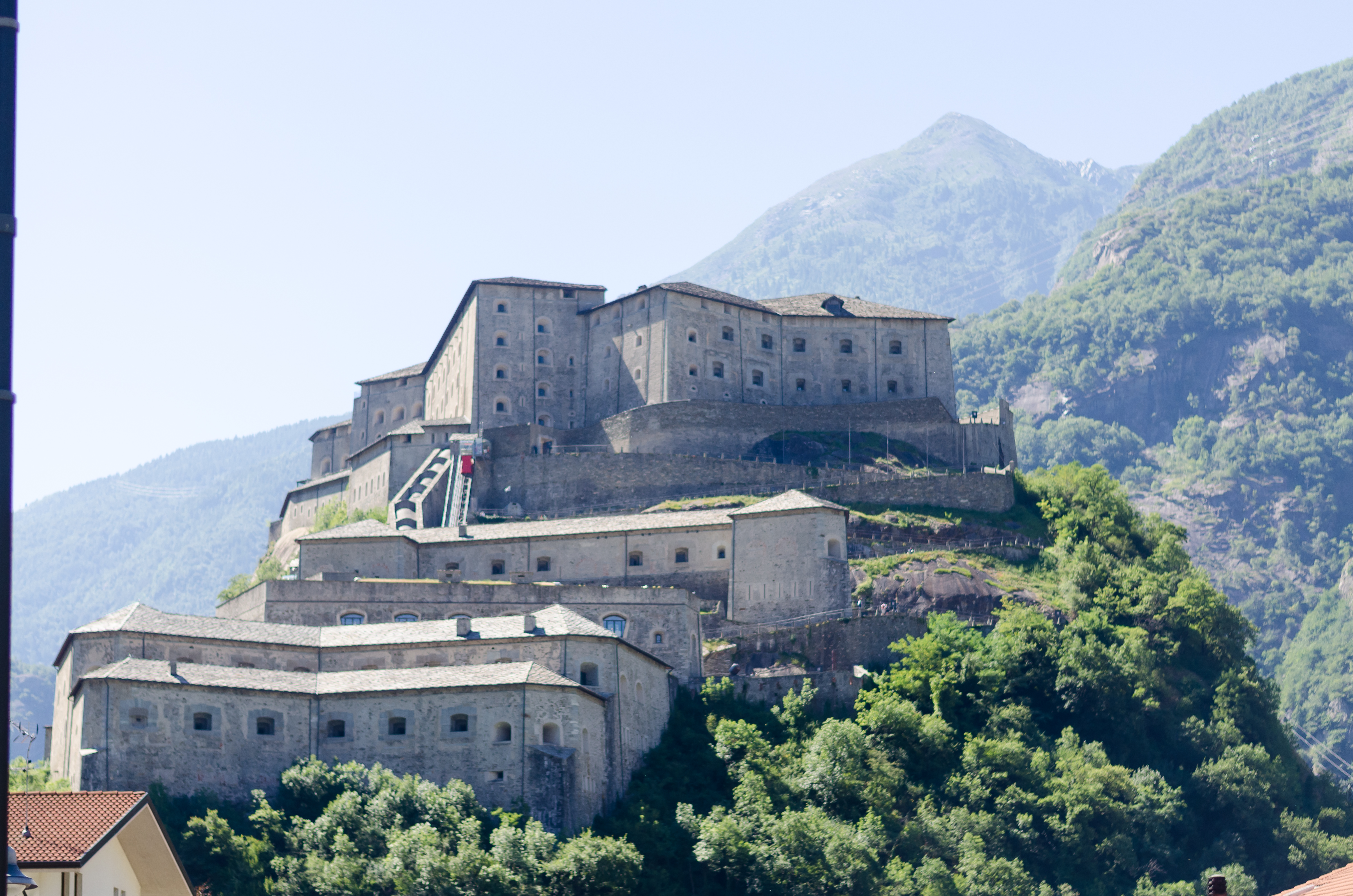
Укреплённый комплекс Форт-Бард в Италии, где была снята начальная сцена фильма «Мстители: Эра Альтрона»

- Иссле́довательская ба́за «Ги́дры» в Заковии — исследовательский комплекс, управляемый террористической организацией «Гидра», где Ванда, Пьетро Максимофф и прочие добровольцы подвергались экспериментам «Гидры» и воздействию Камня Разума, который впоследствии усилиливает магические способности Ванды и наделяет Пьетро сверхчеловеческой скоростью. Сцены, действие которых происходит на базе в фильме «Мстители: Эра Альтрона», были сняты в Форт-Барде в Италии, а также в Дуврском замке в Кенте[20][21].

- Сиби́рская ба́за «Ги́дры» — объект, расположенный в Сибири, Россия, ранее управляемый «Гидрой». В прошлом выступал в качестве основной базы операций программы «Зимний солдат». Именно в данном объекте «Гидра» держала Баки Барнса в криостазе, позже «Гидра» вместе с Барнсом удерживала на объекте ещё нескольких кандидатов для программы «Зимний солдат». В 2016 году Гельмут Земо узнаёт об этих пяти Зимних солдатах и отправился туда, заманивая Стива Роджерса, Барнса и Тони Старка. Земо убивает пятерых Зимних солдат и показывает Тони Старку кадры убийства Барнсом Говарда и Марии Старк, что приводит Старка в ярость и заставляет его сражаться с Барнсом и Роджерсом.

- Объе́кт объедине́ния тёмной эне́ргии — сверхсекретный исследовательский центр, используемый организациями «Щ.И.Т.» и «НАСА» для изучения Тессеракта в рамках проекта «Пегас»[22]. В 2012 году объект был разрушен энергией, излучаемой Тессерактом, после прибытия на объект асгардского бога обмана Локи.

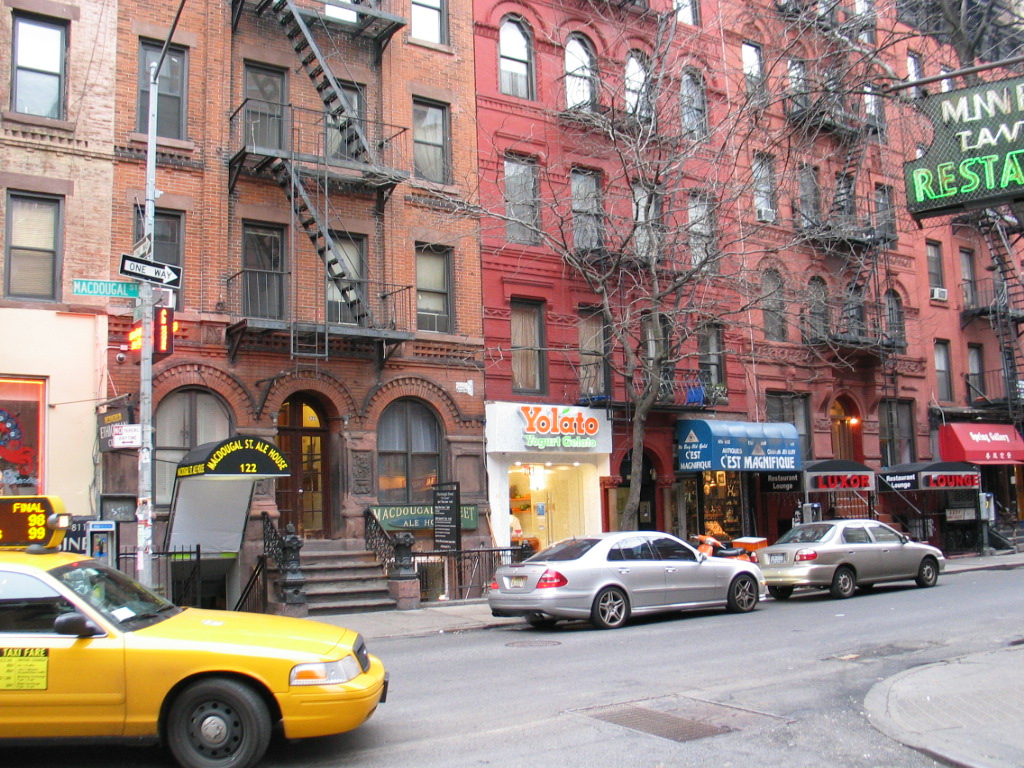
Гринвич-Виллидж, локация Нью-Йоркского Санктума

- Ка́мар-Тадж (основанный на одноимённом месте из «Marvel Comics») — главная штаб-квартира мастеров мистических искусств[23], расположенная в Катманду, Непал[24][25]. Это место, где обучаются новые маги: в нём содержится множество реликвий. В его библиотеках содержится много книг по мистическим искусствам, а в частной коллекции Древней есть книги, закованные в цепи и охраняемые библиотекарем. Первоначальный библиотекарь был обезглавлен Кецилием, который затем вырывает страницы из Книги Калиостро. После этого библиотекарем был назначен Вонг. Другие книги в библиотеке включают «Букварь Максима», «Книга невидимого Солнца», «Codex imperium», «Новая астрономия» и «Большой ключ Соломона». Пароль от Wi-Fi — «Shamballa»[26].

- Ма́дрипу́р (основанный на одноимённом месте из «Marvel Comics») — островной город-государство на Индонезийском архипелаге, контролируемый «Торговцем силой» и населённый преступными организациями. Является месторождением новой сыворотки суперсолдата. В процессе выясняется, что Шэрон Картер жила там в качестве торговца крадеными произведениями искусства со времён «Заковианского договора», боясь возвращаться в США из-за страха ареста. Остров разделён на две части — богатый Хайтаун и обездоленный Лоутаун.

- Мидта́унская шко́ла нау́ки и техноло́гий (основанная на одноимённом месте из «Marvel Comics») — ориентированная на «STEM»[27] средняя школа в Куинсе, Нью-Йорк[28]. Среди учеников школы числились Питер Паркер, Нед Лидс, Мишель, Флэш Томпсон, Бетти Брант, Джейсон Ионелло, Лиз, Синди Мун, Сеймур О’Райли, Тайни Маккивер, Чарльз Мёрфи, Эйб Браун, Салли Аврил, Брэд Дэвис, Зак Купер и Джош Скарино. В преподавательский состав входят Роджер Харрингтон, тренер Уилсон, мистер Коббуэлл, Моника Уоррен, Барри Хэпгуд и Джулиус Делл. Директором школы является директор Морита, который, как показано, является потомком члена «Воющих Коммандос» Джима Мориты[29].

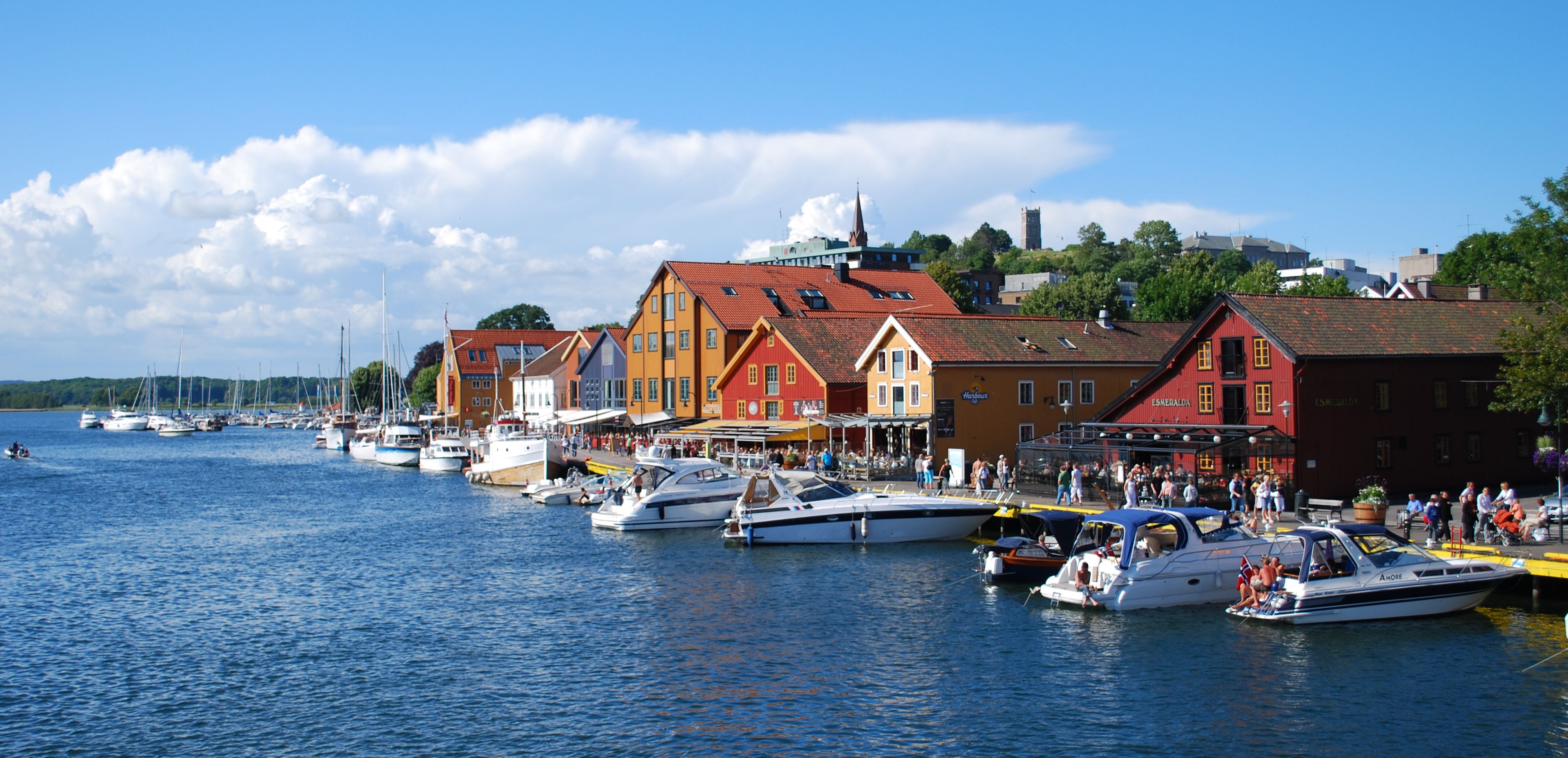
Причал Тёнсберга, Норвегия

- Тёнсберг — деревня в Норвегии, в которой веками хранился Тессеракт, пока Иоганн Шмидт не украл его во время Второй мировой войны[30]. В этом городе также проживает Один в свои последние дни после того, как его изгнал Локи. После щелчка Таноса город был переименован в Новый Асгард и по сей день служит убежищем для выживших асгардцев[31].

- Са́нктум Санкто́рум (основанный на одноимённом месте из «Marvel Comics») в Гринвич-Виллидже, Нью-Йорк — один из трёх храмов Мастеров мистических искусств на Земле. Используется мастерами для хранения различных реликвий и служит одним из их храмов. Храм построен на перекрёстке космической энергии и содержит комнаты, появившиеся в нём множество столетий назад. Ранее храм охранялся Дэниелом Драммом, однако позже его заменил Стивен Стрэндж. В 2017 году Стрэндж помещает Локи в цикличную ловушку и приглашает Тора в храм. В процессе разговора Стрэндж, используя волос Тора, отправляет его и Локи к своему отцу Одину. Год спустя, после своего побега с корабля «Властитель», Брюс Бэннер совершает аварийную посадку в Санктум Нью-Йорка и сообщает Стрэнджу и Тони Старку об угрозе Таноса.

- Пуэ́нте Анти́гуо — город в Нью-Мексико, где астрофизик Джейн Фостер, её стажёр Дарси Льюис и её наставник Эрик Селвиг изучали атмосферные аномалии в городе, когда они столкнулись с Тором, прибывшим через Биврёст. Узнав о местонахождении Мьёльнира поблизости, Тор штурмует объект «Щ.И.Т.», окружающий молот, однако позже Тор был арестован Филом Колсоном. Позже, после прибытия Сиф и «Воинственной Троицы», город становится полем битвы между Тором и Разрушителем, посланным его братом Локи.

- Рафт (основанный на одноимённом месте из Marvel Comics) — тюрьма строгого режима, надзирателем в которой является Таддеус Росс. Сэм Уилсон, Ванда Максимофф, Клинт Бартон и Скотт Лэнг были заключены в тюрьму после того, как помогли Стиву Роджерсу и Баки Барнсу избежать наказания, тем самым нарушив «Заковианский договор». Однако позже они были вызволены Роджерсом, за исключением Бартона и Лэнга (которые вернулись к своим семьям под домашним арестом). В 2024 году, через несколько дней после его побега из берлинской тюрьмы, «Дора Миладже» из Ваканды задерживает Гельмута Земо и, с помощью истребителя «Королевский коготь», доставляет его на Рафт[32]. Тюрьма, предназначенная для содержания сверхспособных людей, расположена глубоко в середине Атлантического океана[33][34].

- Ро́уз Хилл — город в Теннесси, где Тони Старку пришлось остаться после того, как у его брони закончилась энергия. Это также родной город Харли Кинера, ребёнка, который помог Старку починить костюм, а позже присутствовал на его похоронах.

- Резиде́нция Ста́рков[35] — резиденция Тони Старка, Пеппер Поттс и их дочери Морган Старк, расположенная в сельской местности на севере штата Нью-Йорк[2]. Резиденция была построена Тони Старком вскоре после его брака с Поттс, и он жил там до своей гибели в 2023 году. Его похороны также состоялись в его резиденции.
- Зако́вия (основана на одноимённом месте из «Marvel Comics») — вымышленная страна в Восточной Европе, расположенная между Словакией и Чехией и не имеющая выхода к морю. Родина Ванды и Пьетро Максимофф, а также Гельмута Земо. Во время восстания «Гидры» «Гидра» создаёт исследовательский центр в Заковии, где она проводит эксперименты со скипетром Локи. Позже она становится полем битвы для конфликта между командой «Мстители» и Альтроном, в результате которого столица страны, Нови Град, была полностью разрушена и привела к введению и ратификации «Заковианского договора». Вскоре после этого страна была аннексирована соседними странами.

- Старк Э́кспо — выставка, расположенная в парке Флашинг-Медоус — Корона-парке в Куинсе, Нью-Йорк. Начатая отцом Тони Старка, Говардом, она объединяет великие умы и демонстрирует новые технологии[36][37][38]. Прошлые участники включают Финеса Хортона (демонстрирующего своего Синтетического человека) и Питера Паркера[39].

- Особня́к Ста́рка — частная резиденция Тони Старка, расположенная по адресу 10880 Малибу Пойнт, Малибу, Калифорния. В конечном счёте был уничтожен Олдричем Киллианом (выдававшим себя за Мандарина) в результате ракетной атаки.

- Талока́н (основанный на Атлантиде и Тлалокане[англ.] из ацтекской мифологии) — подводное царство в Атлантическом океане, которым правит Нэмор и которое населяют талокане.

- Трискелио́н (основанный на одноимённом месте из «Marvel Comics») — комплекс, расположенный на острове Литтл к югу от острова Теодора Рузвельта у подножия моста Рузвельта, служащий основной базой операций организации «Щ.И.Т.». База была захвачена «Гидрой» во время их восстания внутри «Щ.И.Т.», чтобы использовать три вооружённых хеликэриэра для убийства людей, которых они считали угрозой. Позже он был разрушен выведенным из строя хеликэриэром.

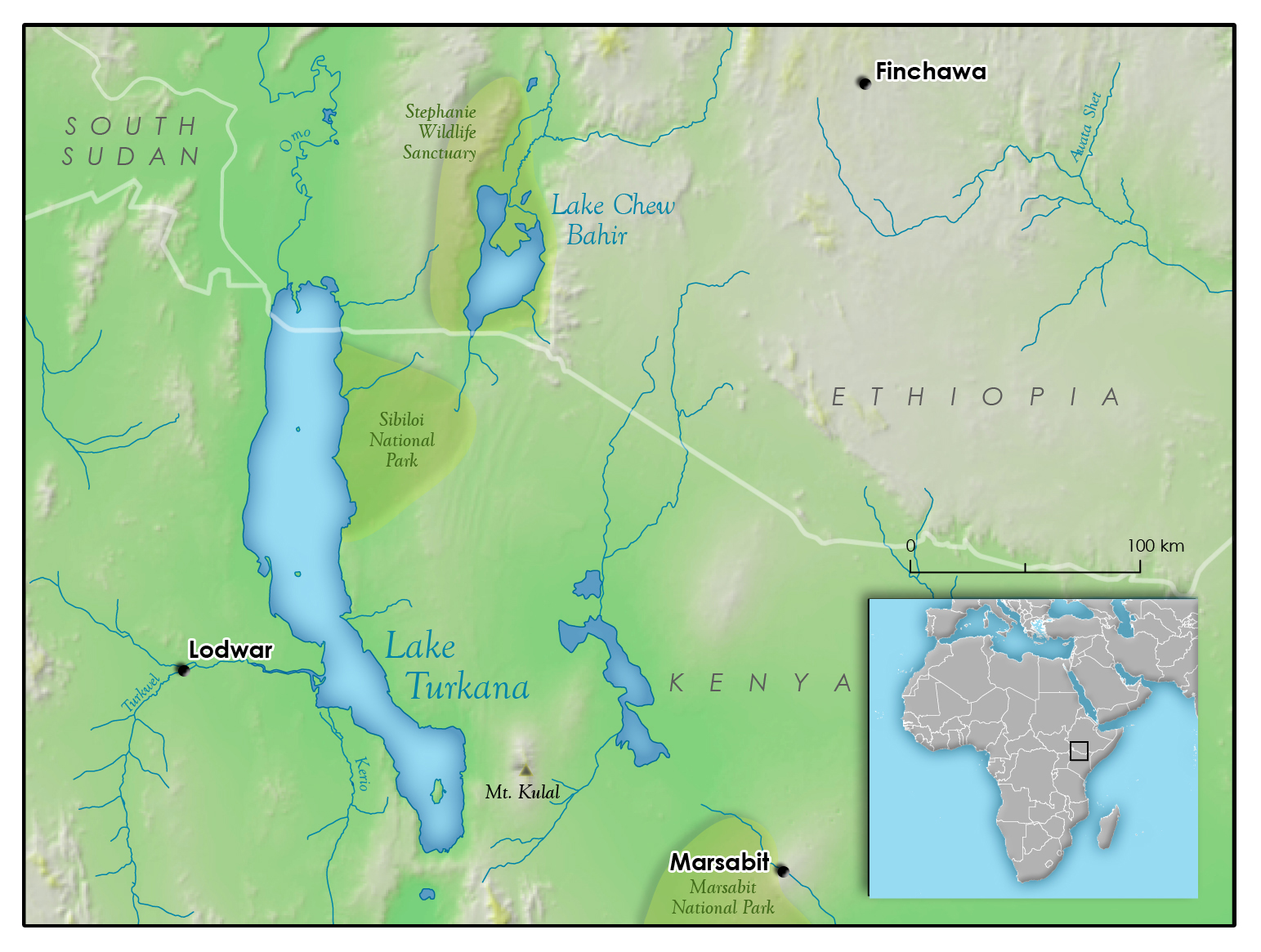
В КВМ Ваканда расположена к северу от озера Туркана, в точке, граничащей с Кенией, Эфиопией, Угандой и Южным Суданом.

- Вака́нда (основанная на одноимённом месте из «Marvel Comics») — высокоразвитая африканская нация, которая ранее представляла себя борющейся страной третьего мира, прежде чем её открыл миру король Т’Чалла. Её столицей является Бирнин-Зана, также известный как Золотой город. Основной язык — коса. Состоит из пышных речных долин, горных хребтов, богатых природными ресурсами, и столицы, которая объединяет технологии космической эры с традиционным дизайном. Ваканда состоит из пяти племён: Речного племени, Племени рудокопов, Племени торговцев, Приграничного племени и племени Джабари. Правящая семья — это собственное племя, Золотое племя (также называемое Племенем пантеры), образованное родственниками и наследниками Башенги, первой Чёрной пантеры. Страна была известна своим афрофутуризмом[40][41][42], с приведением страны в качестве возможного примера того, как могли бы развиваться африканские нации в отсутствие европейского колониализма[43][44][45].

- Уэ́ствью — город в Нью-Джерси. Между 2016 и 2018 годами Вижн покупает участок земли в городе для себя и Ванды Максимофф, чтобы жить на нём, хотя были построены только фундаменты дома, и вскоре после этого Вижн был убит Таносом. В 2023 году, через две недели после возвращения, Ванда Максимофф прибывает на участок земли, который они с Виженом купили, и непреднамеренно создаёт аномалию вокруг города и берёт разум почти всех его жителей под свой контроль. При разрушении барьера жители убегают, а дети Ванды и Вижн распадаются. После снятия барьера жители изгоняют Ванду из города.

- Гора Вундагор (основана на одноимённой горе из Marvel Comics) — гора, содержащая силу «Даркхолда», на которой находится святилище Алой ведьмы. После уничтожения «Даркхолда» Ванда Максимофф заставляет Вонга привести её к Вундагору, что позволяет ей использовать заклинание «сомнамбула» (англ. dream-walking), чтобы подчинить тело своей альтернативной версии с Земли-838, которая живёт в пригороде с Билли и Томми. Испугавшись и увидев в Алой ведьме монстра, дети пытаются защитить свою мать. Осознав всю глубину своих заблуждений, Ванда использует свои силы и обрушает Вундагор на себя.

### Космос
- Бе́рхерт — ближайшая к Суверену обитаемая планета, покрытая пышными зелёными лесами. Спасаясь от флота суверенов, Стражи Галактики приземляются на планете, где они встречают Целестиала по имени Эго, утверждающего, что он является отцом Питера Квилла. После того, как Квилл, Гамора и Дракс уходят с Эго и Мантис, Ракета и Грут остаются для восстановления корабля и попадают в плен к Опустошителям. Визуальные эффекты для планеты были предоставлены студией «Method Studios» для фильма «Стражи Галактики. Часть 2»[46].

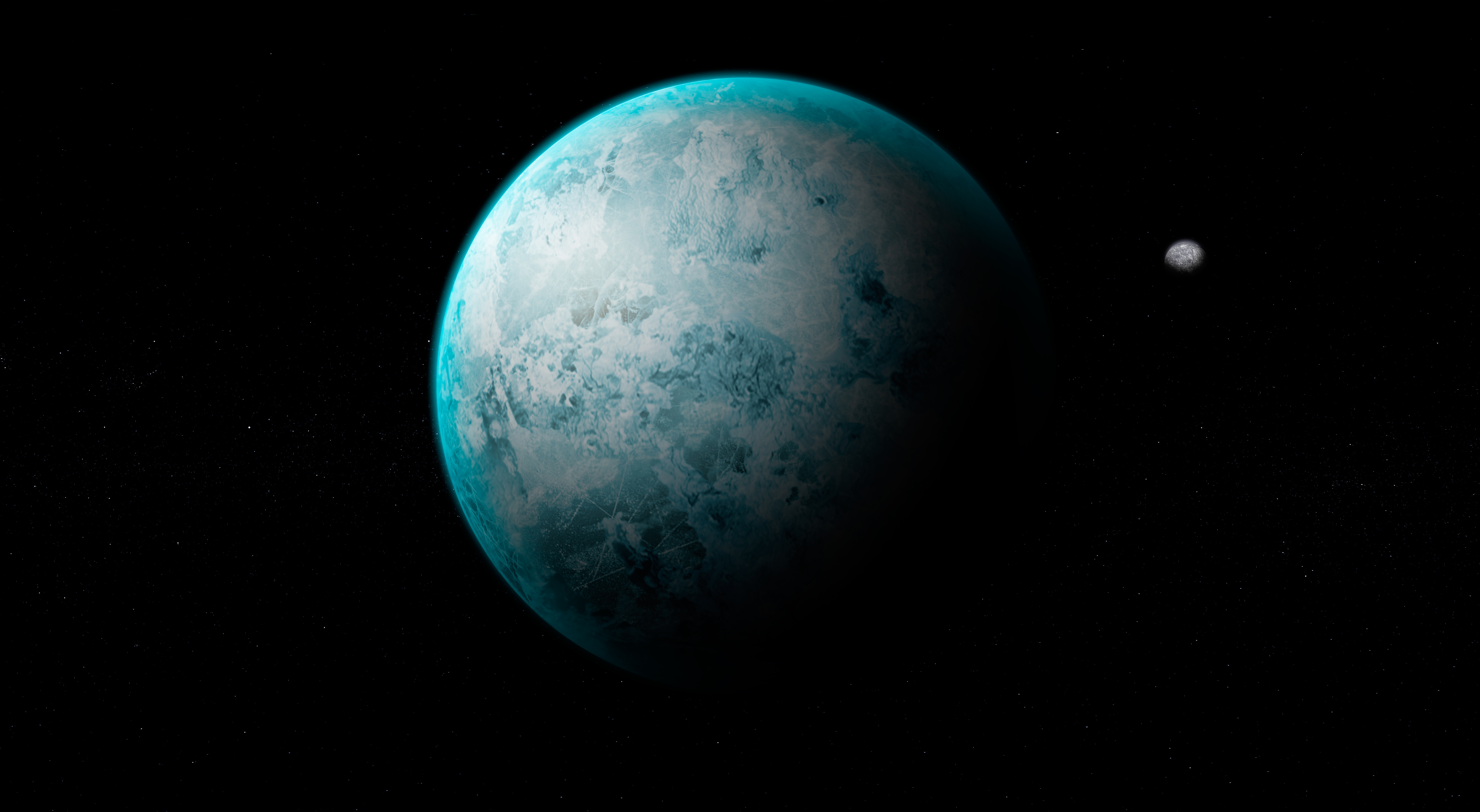
Гипотетическое изображение ледяной планеты

- Контра́ксия — ледяная планета, посещаемая Опустошителями в качестве места для отдыха. Самое популярное место на планете — Железный Лотос. Стакар Огорд и Мартинекс натыкаются на Йонду на Контраксии, напоминая ему о причине, по которой он находится в изгнании. Утка Говард также появляется в баре. Декорации для Железного Лотоса были построены в студии «Pinewood Atlanta Studios» в Атланте, Джорджия, где художник-постановщик фильма «Стражи Галактики. Часть 2» Скотт Чамблисс стремился создать впечатление, что он был построен из «переработанного мусора», создавая «неоновые джунгли», покрытые льдом и снегом[47].

- Плане́та Э́го (основанная на одноимённом месте из «Marvel Comics») — живая масса материи, которую Целестиал Эго сформировал вокруг себя, в результате чего он стал похож на большую красную планету с лицом. Чтобы взаимодействовать с другими, он использовал человеческий аватар. Помимо самого Эго, единственным истинным обитателем была Мантис. На эту планету Йонду доставлял полуцелестиальных отпрысков Эго, и планета уничтожена после того, как Стражи заложили бомбу в мозг Эго. Визуальные эффекты планеты в фильме «Стражи Галактики. Часть 2» были предоставлены компаниями «Animal Logic», «Method Studios» и «Weta Digital». Работы «Animal Logic» и «Weta Digital» были в значительной степени основаны на фрактальном искусстве, включая ковры Аполлония и оболочки Мандельброта[46][48], и режиссёр Джеймс Ганн описал их как «самый большой визуальный эффект всех времён»[49].

- Тита́н (основанный на одноимённом месте из Marvel Comics) — ныне необитаемая планета и бывшая родина Таноса. В отличие от комиксов, это не спутник Сатурна, а экзопланета. Экологическая система планеты была уничтожена в процессе перенаселения. В 2018 году Тони Старк, Стивен Стрэндж, Питер Паркер, Питер Квилл, Дракс и Мантис встречаются на Титане, чтобы противостоять Таносу. Стрэндж использует Камень Времени, чтобы изучить все возможные исходы их конфликта, но видит только один победный вариант. После битвы с Мстителями и Стражами Танос приобретает Камень Времени и телепортируется в Ваканду. После «Щелчка» Таноса Старк и Небула остаются единственными выжившими на Титане. Восстановленный Стрэндж переносит восстановленного Паркера и Стражей через портал с Титана на Землю пять лет спустя, чтобы сразиться с альтернативной версией Таноса.

- Сад[50], также известный как Планета 0259-S[51] и Титан II[52] — новая планета, на которой Танос жил после своего «выхода на пенсию». Выполнив свою цель, а именно уничтожить половину Вселенной, он телепортируется на планету. Три недели спустя Мстители выслеживают Таноса в Саду и узнают, что Танос уничтожил Камни бесконечности двумя днями ранее. Разъярённый Тор использует Громсекиру, обезглавливает Таноса и покидает планету.

- Ха́ла (основанная на одноимённом месте из «Marvel Comics») — родная планета Крии, а также столица империи Крии. Управляет столицей Высший Разум.

- Забве́ние (основанное на одноимённом месте из «Marvel Comics») — отрубленная голова древнего умершего Целестиала, которая является родным миром шахтёрской колонии Экзитар, основанной Танелииром Тиваном и его компанией. В 2014 году Стражи Галактики прибывают на Забвение, чтобы продать Камень Силы Коллекционеру, но музей разрушается после взаимодействия прислуги Тивана — Карины с Камнем Силы. Тем временем Дракс тайно предупреждает Ронана о местонахождении Гаморы, чтобы он мог отомстить за смерть своей жены и дочери, в результате Ронан нападает на Забвение, кульминацией чего стало приобретение Ронаном Сферы. В 2018 году Танос нападает на Забвение и приобретает Камень Реальности у Тивана и уничтожает Забвение. После победы над Таносом Стражи Галактики покупают Забвение и решают делать там свой штаб. Визуальные эффекты планеты были созданы компанией «Framestore»[53].

- Килн (основанный на одноимённом месте из Marvel Comics) — тюрьма строгого режима, управляемая Корпусом Нова. Тюрьмой управляют ховерботы Килна, беспилотные охранные дроны. Стражи Галактики собираются вместе как команда в тюрьме, где Питер Квилл, Гамора, Грут и Ракета встречаются с Драксом, который уже является заключённым. Команда позже сбегает и отправляется на Забвение. Танос (не зная об этом развитии событий) приказывает Ронану и Небуле совершить набег на тюрьму, чтобы найти Сферу и захватить Гамору, восставшую против него. Пытая охранника для получения информации, Небула получает сообщение о том, что Корпус Нова направил флот, чтобы отбить тюрьму и защитить её обитателей. Чтобы убедиться, что никто в тюрьме не сообщит Корпусу Нова об его цели, Ронан приказывает Небуле «зачистить» тюрьму, убив всех её охранников и заключённых. Визуальные эффекты тюрьмы были созданы компанией «Framestore»[53].

- Ламе́нтис-1 — Луна фиолетового цвета, уничтоженная соседней планетой в 2077 году. Локи и Сильвия прибывают на Луну через Дверь времени, но не могут сбежать, поскольку их «TemPad» теряет энергию. Затем они пытаются подняться на борт Ковчега, чтобы спастись, однако Ковчег уничтожается астероидом. В конце концов УВИ спасает их. Художник-постановщик «Локи» Касра Фарахани решил построить огромную декорацию части города Шару вместо использования технологии StageCraft от «Industrial Light & Magic» (ILM)[54], реализовав «блочный язык зиккурата» и используя чёрную световую краску, чтобы отличить его от других инопланетных миров в КВМ[55]. Визуальные эффекты для Луны были предоставлены компанией «Digital Domain», которая также рассматривала возможность сделать планету «пышным миром, покрытым зеленью», или сделать так, чтобы на ней «преобладали массивные океаны», или сделать так, что на планете содержится расплавленное ядро, которое позже взрывается[56].

- Мора́г — заброшенная планета, расположенная в галактике Андромеды. Когда-то населённая процветающим и технологически развитым гуманоидным населением. Жители построили большой храм для размещения Сферы, в которой находился Камень Силы. Океаны планеты поднимаются и раз в 300 лет отступают. Звёздный Лорд посещает планету, чтобы заполучить Сферу, сталкиваясь при этом с Коратом и другими Крии на планете. Небула и Воитель позже отправляются во времени на Мораг и вырубают Питера Квилла, чтобы получить Камень Силы. Визуальные эффекты планеты были созданы компанией «Moving Picture Company» (MPC)[53].

- Сакаа́р (основанный на одноимённом месте из «Marvel Comics») — планета, правителем которой является Грандмастер, проводящий на планете Битвы чемпионов. Искусство соавтора Тора Джека Кирби послужило одним из основных вдохновений для изображения Сакаара в фильме «Тор: Рагнарёк», и режиссёр Тайка Вайтити описал его как «самый большой сдвиг для фильма и этих персонажей»[57]. Тем временем исполнительный продюсер Брэд Уиндербаум описал планету как «туалет вселенной», окружённый «червоточинами, которые выбрасывали вещи в это место в течение многих эпох»[58]. Декорации для планеты были созданы на Village Roadshow Studios в Оксенфорде, Голд-Кост, Квинсленд, Австралия, включая дворец Грандмастера и окружающую свалку[59]. Визуальные эффекты для ландшафта свалки и червоточин планеты были созданы компаниями Double Negative и Digital Domain[60]. Национальный гимн Сакаара был показан в неиспользованной версии второй сцены после титров «Рагнарёка», которая была сымпровизирована Джеффом Голдблюмом и Вайтити[61].

- Святи́лище — астероидное поле, населённое Читаури, являющееся владением Таноса. «Другой» и Ронан также получали свои приказы от Таноса в Святилище. Визуальные эффекты места были созданы компанией «Digital Domain» в «Мстителях»[62].

- Сувере́н — объединение планет, которые были искусственно объединены вместе, и родной мир для генетически модифицированных видов с тем же названием. Подпитываемые анулаксными батареями, ими управляет Верховная жрица — Аиша. Визуальные эффекты для логова Аиши в «Стражах Галактики. Часть 2» были предоставлены компанией «Framestore»[63], в то время как «Luma Pictures» работала над миром Суверена и его людьми[46]. Декорации для планеты также были построены на «Pinewood Atlanta Studios» в Атланте, Джорджия, в которых использовалась «вариация бульварного чтива 1950-х годов на эстетику дизайна в стиле ар-деко 1930-х годов»[47].

- Ворми́р (основанный на одноимённом месте из «Marvel Comics») — бесплодная планета и местоположение Камня Души, охраняемого Красным Черепом, который был телепортирован туда Тессерактом в 1942 году и проклят, чтобы служить Хранителем Камня. Когда Танос послал своих детей на поиски Камней бесконечности, Гамора и Небула отследили Камень Души на Вормире, но сожгли карту, которая привела их к нему, чтобы Танос не смог заполучить его. Гамора, однако, запоминает местоположение, которое Таносу удаётся узнать от неё, когда он захватывает её в 2018 году. Затем он приносит её в жертву на планете. В 2023 году Клинт Бартон и Наташа Романофф совершают путешествие во времени на планету в альтернативной временной линии, где Романофф жертвует собой, чтобы Бартон смог получить Камень. Планета, по словам Небулы, находится «в самом центре мира целестиалов».

- Кса́ндар (основанный на одноимённом месте из «Marvel Comics») — столица империи Нова и основной дом Корпуса Нова. В 2014 году, во время битвы при Ксандаре, Ронан использует Камень Силы, чтобы напасть на Ксандар в отместку за смерть своего отца и предков в войне Крии-Нова, убив многих из Корпуса Нова. Однако Стражи Галактики и Опустошители прибывают и помогают Корпусу Нова победить Ронана, доверив им Камень Бесконечности. Позже выясняется, что Танос и его армия уничтожили планету в поисках Сферы. Сцены, действие которых происходит на планете в «Стражах Галактики», были сняты на мосту Миллениум в Лондоне[64][65], в то время как визуальные эффекты были предоставлены компанией «Moving Picture Company» (MPC)[53].

### Девять миров

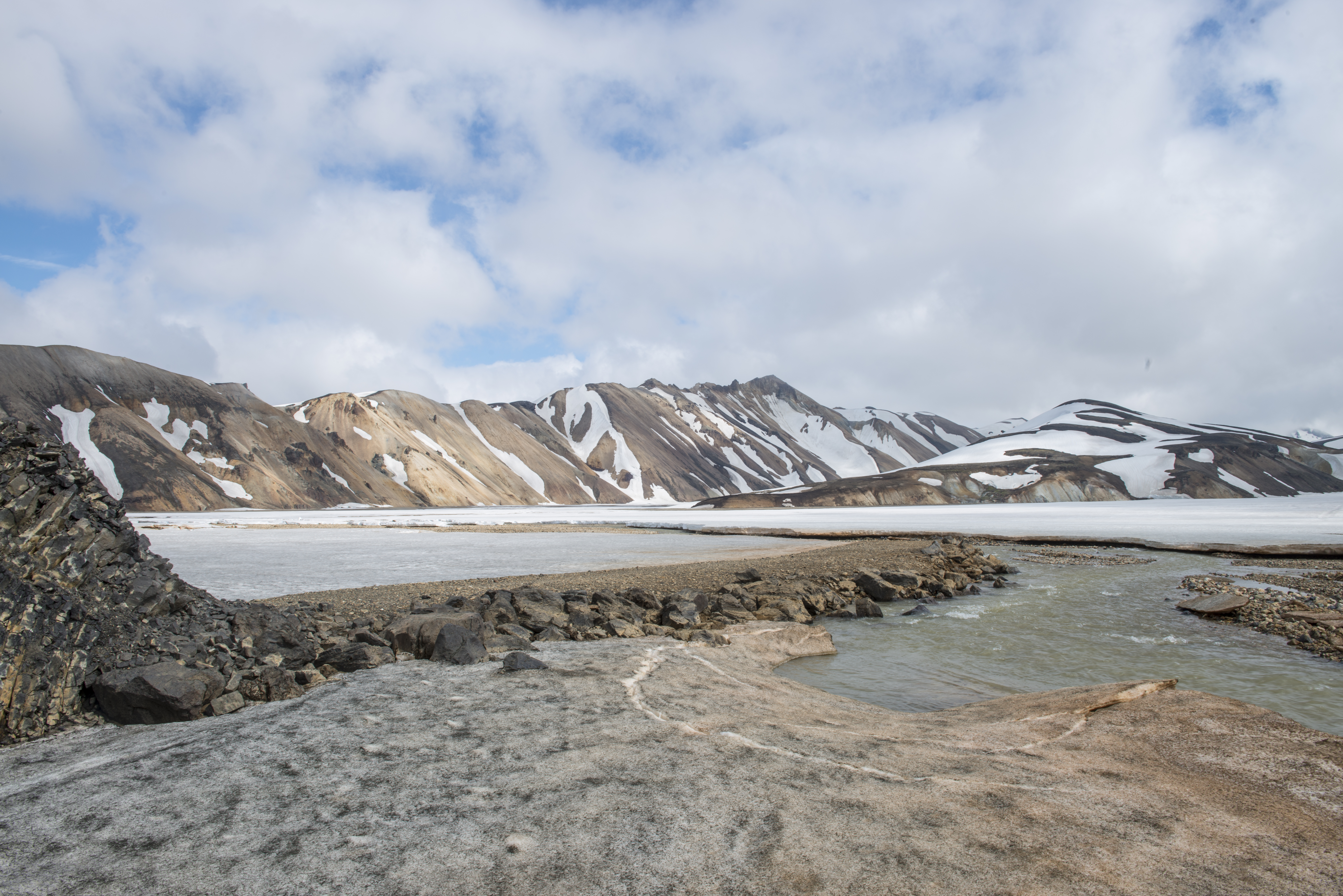
Исландия выступала в качестве Свартальфахейма в фильме «Тор 2: Царство тьмы».

- Асга́рд (основанный на одноимённом месте из Marvel Comics) — небольшое плоское планетарное тело и родина асгардцев. В 2017 году Асгард был уничтожен Суртуром. «Double Negative» встроила CGI-рендеринг Асгарда в кадры побережья Норвегии, снятые камерой «Arri Alexa» на вертолёте в фильме «Тор 2: Царство тьмы»[66]. Для его появления в фильме «Тор: Рагнарёк» художник-постановщик Дэн Хенна стремился придать миру «больше человечности», чем в предыдущих фильмах, добавив меньшие перспективы зданий, сделав их более практичными и утилитарными[67]. Декорации для мира были созданы на «Village Roadshow Studios» в Оксенфорде, Голд-Косте, Квинсленде, Австралия, на основе эстетики из предыдущих фильмов про Тора[59], в то время как «Framestore» предоставила визуальные эффекты на основе активов, которые были у Double Negative из «Царства тьмы»[60].

- Ра́дужный мост — длинный волшебный мост, который проходит от центра Асгарда до края, соединяя Королевский дворец Валаскьяльв с Химинбьёргом, домом Хеймдалла и генератором моста Биврёст, моста Эйнштейна — Розена, который черпает энергию из Радужного моста для работы, обеспечивая мгновенную транспортировку. В 2011 году Радужный мост был разрушен Тором, но позже он был восстановлен им и Хеймдаллем, с использованием силы Тессеракта.

- Храни́лище О́дина, также известное как сокро́вищница О́дина — помещение в Королевском дворце Валаскьяльв, в котором хранилось множество могущественных и магических предметов, в том числе копия Перчатки Бесконечности, Вечное пламя, Ледяной ларец и Тессеракт.

- Хель (основанный на одноимённом месте из Marvel Comics) — регион в Нифльхейме, который служит домом мёртвых. После того, как Хела была изгнана туда своим отцом Одином, она попыталась сбежать и убила почти всех Валькирий, но Один снова победил её и окончательно там заковал. Сцена-флэшбэк в «Тор: Рагнарёк» с участием Валькирий была создана компанией «Rising Sun Pictures», которая создала её сюрреалистичный эфирный внешний вид благодаря сочетанию захвата движения, компьютерной графики, частоты кадров в 900 кадров в секунду и специальной 360-градусной осветительной установки, содержащей 200 стробоскопов[68].

- Йо́тунхейм (основанный на одноимённом месте из скандинавской мифологии) — ледяная планета, родина Ледяных великанов и место рождения Локи. Визуальные эффекты планеты были созданы компанией «Digital Domain» в фильме «Тор», которой режиссёр Кеннет Брана прислал классические картины Дж. М. У. Тёрнера[69].

- Му́спельхейм (основанный на одноимённом месте из скандинавской мифологии) — огненное царство, в котором обитают огненные демоны, в частности, Суртур. Через два года после битвы при Заковии Тор отправился туда, чтобы сразиться с Суртуром из-за Рагнарёка. Художник-постановщик «Тора: Рагнарёка» Дэн Хенна описал царство как сферу Дайсона, которая черпает энергию из умирающей звезды, чтобы зарядить энергией её обитателей[70].

- Нидавелли́р (основанный на одноимённом месте из скандинавской мифологии) — диск Алдерсона, окружающий умирающую звезду, населённый гигантскими гномами, которые служили кузнецами для асгардцев, куя оружие, такое, как Мьёльнир, Громсекира и Перчатка Бесконечности из металла уру. Где-то между 2014 и 2015 годами Танос посещает кузницу и заставляет гномов выковать ему Перчатку Бесконечности, а затем убивает их и выплавляет руки Эйтри. Тор, Грут и Ракета посещают кузницу несколько лет спустя, помогая Эйтри в создании Громсекиры.

- Сва́ртальфахейм (основанный на одноимённом месте из скандинавской мифологии), также известный как Ца́рство тьмы — планета, окутанная вечной тьмой, которой управляют Тёмные эльфы во главе с Малекитом Проклятым. Визуальные эффекты в сцене-прологе «Тора 2: Царство тьмы» были созданы студией «Blur Studio» и, в основном, состояли из CGI с переплетением реальных кадров[66]. Последующие сцены в фильме были сняты в Исландии, а «Double Negative» добавила руины, горы, корабли Тёмных эльфов и небо[66].

- Ва́нахейм (основанный на одноимённом месте из скандинавской мифологии) — густонаселённая планета, родина ванов, в том числе Огуна. Это также место битвы между силами асов-ванов и мародёрами, бандой пиратов.

- Иггдраси́ль (основанный на одноимённом месте из скандинавской мифологии) — сеть галактических сверхскоплений, соединяющих Девять миров в форме дерева, каждая ветвь которого соединяет царство. Он описывается как «космический нимб».

### Измерения
- Астра́льное измере́ние (основанное на одноимённом месте из Marvel Comics), также известное как Астра́льный план или План Пре́дков — измерение, в котором душа существа пребывает вне тела. В основном, оно представлено в форме астральной проекции, хотя в «Чёрной пантере» это физическое местоположение, где проживают умершие ваканданцы, способные общаться с живыми существами после приёма сердцевидной травы.

- Тёмное измере́ние (основанное на одноимённом месте из Marvel Comics) — вневременное измерение, в котором обитает Дормамму. Это слияние самого себя и всех других измерений, которые Дормамму покорил и впитал в себя. Стивен Стрэндж посещает измерение и заключает сделку с Дормамму после того, как Кецилий связывается с ним, чтобы поглотить Землю.

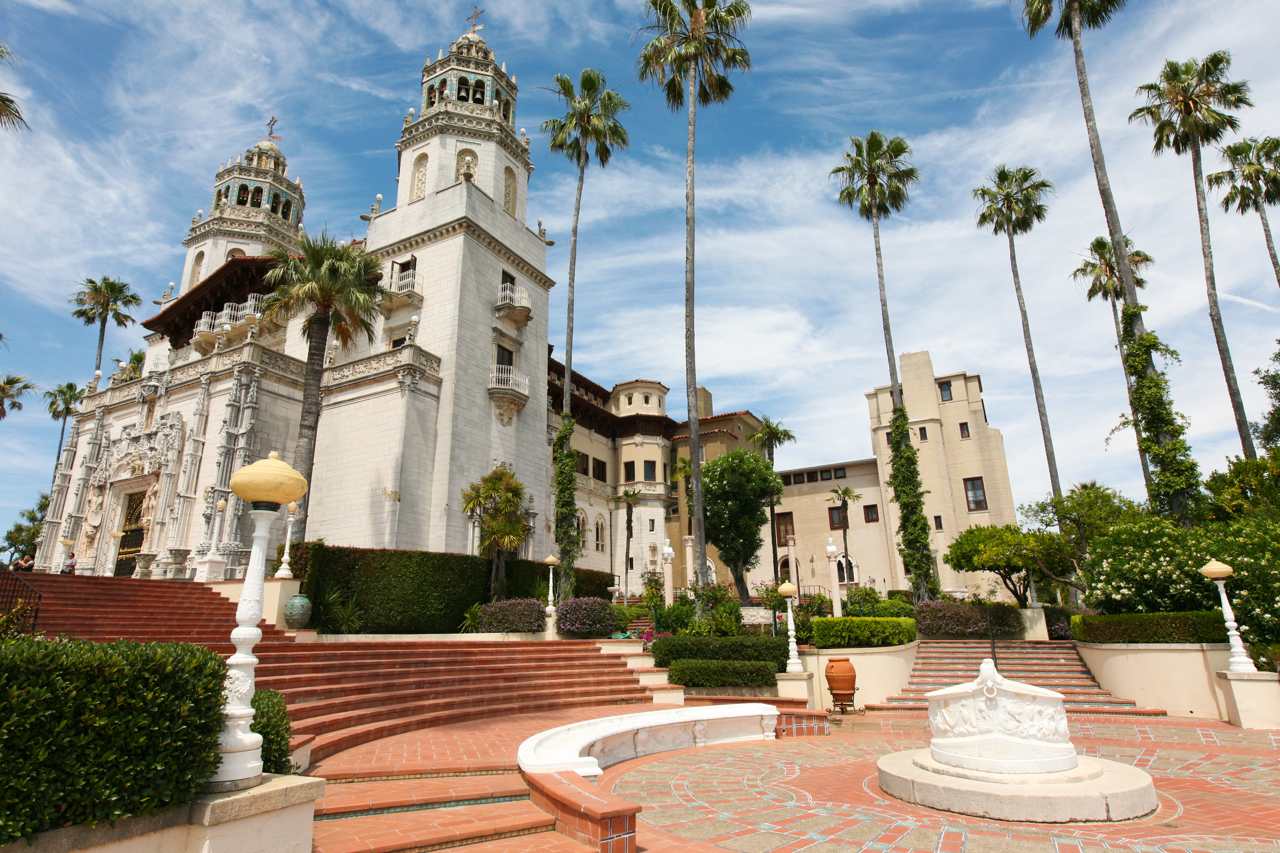
Хёрст-касл стал вдохновением при создании Цитадели в конце времён.

- Цитаде́ль в конце́ времён — это замок на вершине астероида в конце времён, где Тот, кто остаётся и наблюдает за Священной временной линией, которая вращается вокруг астероида. Выделанная из «чёрного камня с украшениями из золотых прожилок» Цитадель, в основном, заброшена, за исключением «офиса» Того, кто остаётся; художник-постановщик «Локи» Касра Фарахани этим намеревался отразить одиночество Того, кто остаётся. За пределами офиса персонажа в «Зале героев» также есть несколько 13-футовых статуй «стражей времени», каждая из которых держит в руках половину песочных часов. В качестве источников света в кабинете Того использовались туманность за окном и камин. Дизайн и архитектура Цитадели были вдохновлены замком Хёрст и сравнивались с бульваром Сансет.

- Зерка́льное измере́ние — измерение, которое заставляет окружающую среду отражаться в разных направлениях, подобно функции зеркала, не влияя на реальный мир. В силу своей природы оно используется магами для обучения и контроля угроз. Стивен Стрэндж использовал его в попытке победить Кецилия и Таноса. Позже Доктор Стрэндж использует зеркальное измерение, чтобы отобрать кубический артефакт у Питера Паркера и фиксируется там в паутине Питером Паркером на 12 часов.

- Мир душ (основанное на одноимённом месте из Marvel Comics), также известный как Промежу́точная ста́нция[71] — карманное измерение внутри Камня Души[72], где Танос оказался на короткое время после того, как он щёлкнул пальцами и уничтожил половину населения Вселенной, где столкнулся с молодой Гаморой. Кристофер Маркус, сосценарист фильма «Мстители: Финал», также заявил, что Бэннер встретил Халка в Мире душ. Мир душ изначально также должен был посетить Тони Старк в удалённой сцене «Мстителей: Финал», где он встретил бы более взрослую версию своей дочери Морган[73].

- Ква́нтовый мир (основанный на Микровселенной из Marvel Comics) — мир, который нарушает нормальный порядок времени и доступен только через субатомное сжатие или двойное кольцо. Это место, где Джанет ван Дайн застряла на тридцать лет, прежде чем её спасли. Скотт Лэнг также проводит в квантовом мире пять лет, хотя для него прошло всего пять часов, потому что он углубился дальше Джанет. «Мстители» позже используют его для путешествий во времени и отмены действий Таноса, по предложению Лэнга.

- Та Ло — мистическая деревня в альтернативной реальности, населённая китайскими мифологическими существами, такими, как драконы (включая Великую Защитницу), фэнхуаны, шиши, хундуны (включая Морриса), хули́ цзин и цилинь[74][75]. Тысячу лет назад Обитатель Тьмы[англ.] атакует данную реальность с целью освобождения из данной реальности в мир людей, однако жители Та Ло и Великая Защитница запирают Обитателя Тьмя за Тёмными Вратами. В 2024 году на Та Ло нападает террористическая организация «Десять колец», так как Обитатель Тьмы влияет на разум Венву, владеющего десятью кольцами — оружием, способным разрушить Тёмные Врата. Венву разрушает Врата, освобождая Обитателя Тьмы, и погибает в битве с ним. В конце концов Шан-Чи убивает Обитателя Тьмы при помощи десяти колец и Великой Защитницы, спасая данную реальность и реальность людей от гибели. В Та Ло попадают через портал, расположенный в Китае, защищённый заколдованным бамбуковым лесом, через который можно безопасно пройти в первый день фестиваля Цинмин[76]. Впервые данная деревня появляется в фильме «Шан-Чи и легенда десяти колец» (2021).

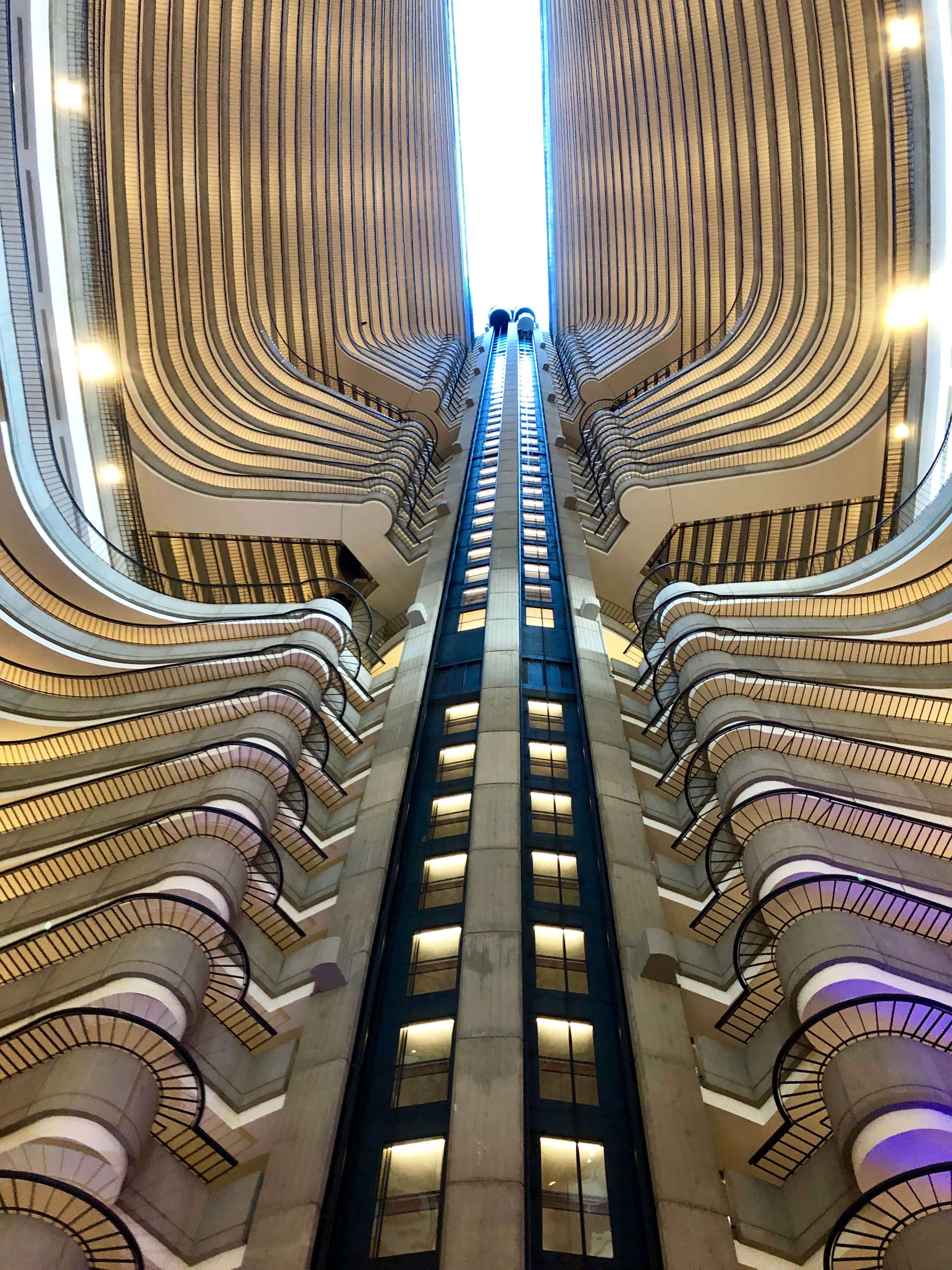
Отель «Atlanta Marriott Marquis» был использован, чтобы изобразить штаб-квартиру УВИ.

- Штаб-кварти́ра УВИ (основанная на Нулевом часовом поясе из Marvel Comics) — измерение, существующее вне пространства и времени, действующее в качестве штаб-квартиры организации «Управление временными изменениями» (УВИ). В альтернативной версии 2012 года УВИ захватывает вариант Локи и доставляет его в их штаб-квартиру, где его завербовывают, чтобы помочь выследить ещё один вариант Локи. Отель «Atlanta Marriott Marquis» в Атланте, Джорджия, был использован, чтобы изобразить основное здание[77], в то время как в качестве основного освещения использовались матовые потолочные светильники накаливания[78].

- Пустота́ — измерение, населённое Алиотом, чудовищной, похожей на облако сущностью, и содержащее остатки различных временных линий, которые были перезапущены УВИ. Это также то место, куда отправляются «удалённые», где живут несколько вариантов Локи. В Пустоте присутствует множество пасхалок из «Marvel Comics» и КВМ, такие, как вертолёт Таноса, Трог[79], башня «Qeng» — башня, связанная с Кангом Завоевателем[80], голова Живого Трибунала[81], шлем Жёлтого шершня, Мьёльнир[82], хеликэриэр и даже «Чёрная астра»[83].

- Измере́ние Нур — измерение, существующее параллельно земному. Из Нура на Землю были изгнаны Кландестины. На Земле они были прозваны джиннами. Кландестины искали браслеты, с помощью которых они смогли бы вернуться в Нур.

## Предметы

### Транспорт
- «Бената́р» — бывший космический корабль Опустошителей типа «М», используемый Стражами Галактики, пилотируемый Питером Квиллом и названный в честь Пэт Бенатар, приобретённый после того, как «Милано» был серьёзно повреждён на Берхерте. Позже он был использован, чтобы спасти Тора среди останков «Властителя», прежде чем отправиться на Забвение и на Титан. После Скачка Тони Старк и Небула садятся на корабль и начинают возвращаться на Землю, но вскоре обнаруживают, что топливные элементы корабля были повреждены, из-за чего они начинают дрейфовать в космосе, пока не появляется Кэрол Дэнверс. Позже он был использован во время убийства Таноса и Хрононалёта.

- «Чёрная а́стра» — флагман Ронана Обвинителя, корабль шириной в три мили во флоте Обвинителей Крии, который был предоставлен ему для личного пользования. Разгневанный подписанием мирного договора с империей Нова, он использовал его для нападения на Ксандар, но был уничтожен кораблём «Милано».

- «Домо»[84] — это космический корабль Вечных, который является их основной базой для миссий. Состоит из трёх больших круглых комнат[85]; корабль питает космическая энергия Вечных, которые используют его для прибытия на Землю в 5000 году до н. э.[86]. Самая важная комната известна как «мост», в которой находится большая статуя Целестиала Аришема и стены, покрытые узорами и содержащие костюмы Вечных; художник-постановщик «Вечных» Ив Стюарт объяснила, что комната была спроектирована так, чтобы она выглядела как мечети, синагоги, церкви и храмы, и декорации были построены за восемь недель, освещённые светом через стеклопластик снизу[85]. В другой комнате находятся многочисленные древние артефакты и мифологические предметы, в том числе изумрудная скрижаль, Экскалибур и Святой Грааль[87]. Уникальный дизайн корабля был вдохновлён рисунками Джека Кирби, метеоритной пылью, а также сакральной геометрией[85][88]. Корабль назван в честь одноимённого персонажа комиксов Marvel[англ.][89].

- Хеликэриэры (основанные на одноимённом транспортном средстве из Marvel Comics) — летающие авианосцы, используемые «Щ.И.Т.ом» в качестве передвижных командных центров. Они оснащены оптическим камуфляжем, а позже крупногабаритными пушками и репульсорными двигателями, любезно предоставленными Тони Старком, а также двумя штабелированными палубами авианосцев и номером корпуса 64[90]. Номер корпуса может быть отсылкой к бывшему авианосцу USS Constellation[91]. Во время восстания «Гидры», «Гидра» (скрывающаяся внутри «Щ.И.Т.а») попыталась использовать три хеликэриэра, связанных со спутниками «Щ.И.Т.» для уничтожения потенциальных угроз, но были уничтожены Стивом Роджерсом и его союзниками. После распада «Щ.И.Т.» оригинальный хеликэриэр был возобновлён и использовался для оказания помощи Мстителям во время битвы при Заковии.

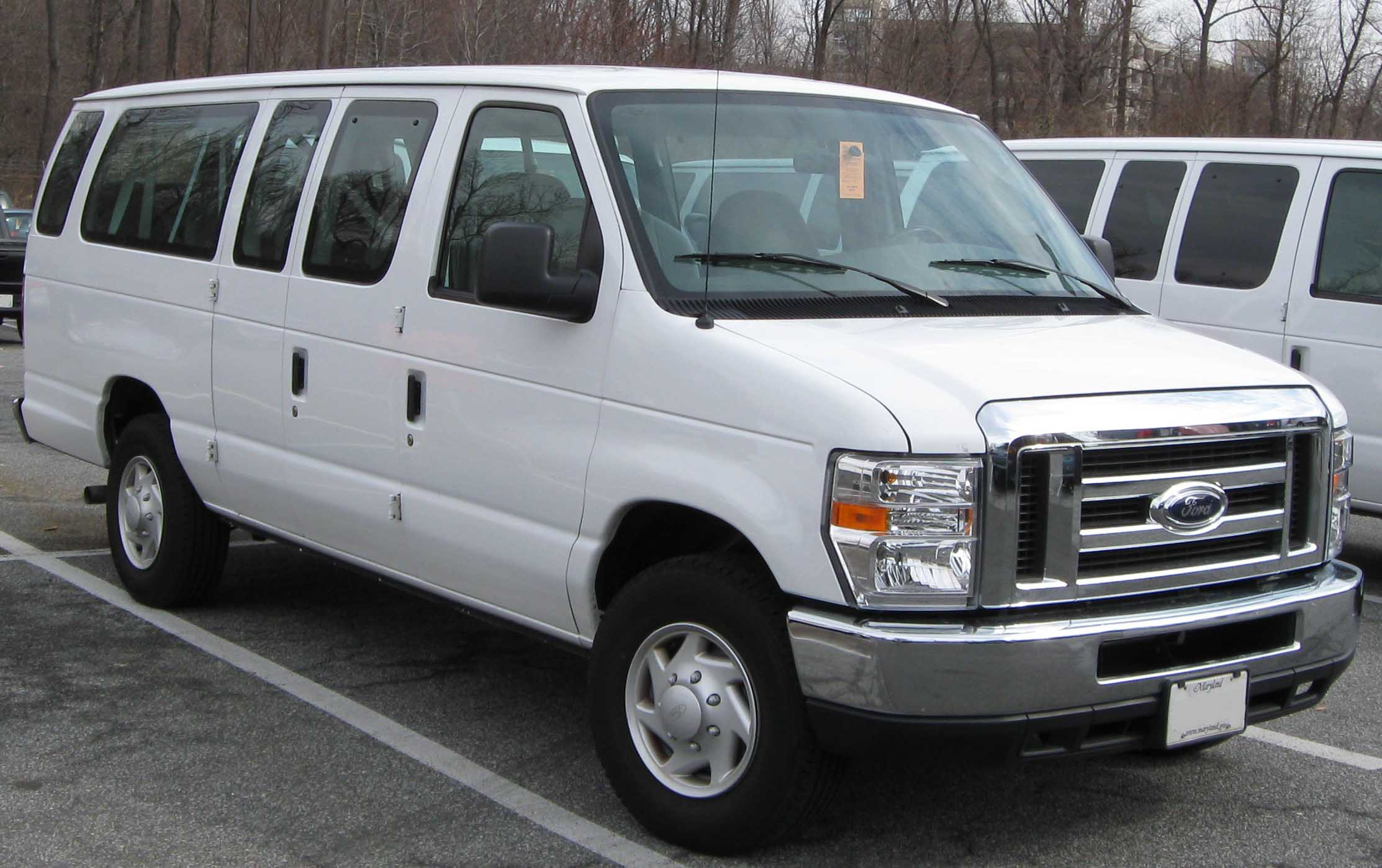
Типичный Ford Econoline

- Вэн Луиса — коричневый Ford Econoline 1972 года, принадлежавший Луису и использовавшийся им, Скоттом Лэнгом, Дэйвом и Куртом. Позже он был использован ими для их компании, консультанты по безопасности X-Con, и был оснащён миниатюрным квантовым туннелем. Позже Лэнг был заперт в Квантовом мире на пять лет, пока крыса не пробежала по панели управления квантового туннеля, позволив ему выбраться оттуда. В конце концов он был уничтожен Таносом во время битвы за Землю.

- «Лемурианская звезда» — корабль, принадлежащий «Щ.И.Т.» и используемый для запуска спутников проекта «Озарение». Во время восстания «Гидры» корабль был захвачен группой пиратов во главе с Жоржем Батроком, который был нанят Ником Фьюри, пока Стив Роджерс, Наташа Романофф и команда «У.Д.А.Р.» не прибыли, чтобы отбить корабль.

- Левиафаны — большие кибернетически усовершенствованные змееподобные существа, используемые читаури под командованием Таноса для перевозки войск и военных кораблей, каждый из которых весит около трёх миллионов тонн. После битвы за Нью-Йорк Левиафаны взяты «Гидрой» и другими в качестве трофеев, и один из них хранился на исследовательской базе «Гидры» в Заковии. Другая группа Левиафанов позже использовалась альтернативной версией Таноса с 2014 года для нападения на Мстителей во время Битвы за Землю и была уничтожена, когда Тони Старк использовал нано-перчатку.

- «Милано» — космический корабль типа «М», которым Питер Квилл управлял с десяти лет, и который назван в честь любви его детства, Алиссы Милано. Позже он становится главным кораблём Стражей Галактики, но был уничтожен во время битвы при Ксандаре. Затем он был восстановлен Корпусом Нова, но был сильно повреждён в астероидном поле и оставлен на Берхерте, и «Бенатар» стал новым кораблём Стражей.

- Золотые дроны — небольшие дистанционно управляемые космические корабли, используемые Суверенами. Два флота дронов были уничтожены от рук Эго и Йонду соответственно, что привело в ярость верховную жрицу Аишу.

- Q-Ship — кольцевые космические корабли, используемые Таносом и его детьми. Они хранятся на «Святилище II» и развёртываются с корабля при вторжении на другие планеты. Q-Ship также содержат десантные корабли аутрайдеров, что позволяет им выпускать аутрайдеров на поле боя. Когда Эбеновый Зоб и Кулл Обсидиан нападают на Нью-Йорк в 2018 году, Доктор Стрэндж попадает в плен на Q-Ship, пока его не спасают Тони Старк и Питер Паркер, при этом выбрасывая Зоба из корабля в космический вакуум. Один из них также используется Проксимой Полночной и Корвусом Глэйвом, чтобы покинуть (и, предположительно, прибыть в) Шотландию, а другой запускает десантные корабли аутрайдеров в атмосферу во время битвы при Ваканде.

- Квинджеты (основанные на одноимённом транспорте из Marvel Comics) — технологически продвинутые реактивные самолёты, используемые командами «Щ.И.Т.», Мстители и «У.Д.А.Р.». После битвы при Заковии Халк улетает на квинджете, покидая атмосферу Земли, прежде чем совершить аварийную посадку на Сакааре через червоточину.

- Королевский коготь — усовершенствованный самолёт из Ваканды. Судно, напоминающее маску сверху и снизу, способно к высокоскоростному полёту и оснащено технологией маскировки, чтобы сделать его невидимым невооружённым глазом.

- «Святи́лище II» — массивный космический корабль длиной в двенадцать миль, используемый Таносом и его войсками. Он служит орбитальной базой во время вторжения и хорошо вооружённым военным кораблём. Он также может нести под своими крыльями четыре корабля Q-Ship. После операции «Хрононалёт», альтернативная версия Таноса и его армии с 2014 года переносится в 2023 год на «Святилище II», и уничтожает базу Мстителей ракетами. Во время последующей битвы за Землю, Танос приказывает своим войскам устроить «град огня» на поле боя, однако атака прекращается с прибытием Капитана Марвел, которая в одиночку уничтожает весь корабль. Позже Тони Старк, при помощи Камней бесконечности, уничтожает его остатки вместе с Таносом и его войсками.

- «Власти́тель» — очень большой космический корабль, принадлежащий Грандмастеру, который был украден Локи и сакаарианскими повстанцами и использовался для перевозки асгардцев из Асгарда до того, как он был уничтожен во время Рагнарёка. Однако по пути на Землю он был атакован «Святилищем II» и уничтожен Таносом с помощью Камня Силы.

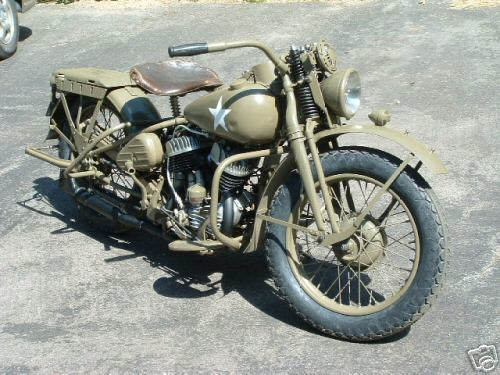
Восстановленный Harley-Davidson WLA

- Мотоцикл Стива Роджерса — мотоцикл Harley-Davidson, используемый Стивом Роджерсом. В «Первом мстителе» Роджерс использует вооружённый мотоцикл WLA 1942 года во время Второй мировой войны в своих боях против «Гидры»[92]. В фильме «Первый мститель: Другая война» и сериале «Сокол и Зимний солдат» эта модель показана на выставке Капитан Америка в Смитсоновском музее авиации и космонавтики[93]. В «Мстителях» показано, что Роджерс перешёл на модель Softail Slim для поездок по Нью-Йорку, перед использованием модели Street 750 при бегстве от преследования агентов «Гидры» в «Другой войне»[94]. Позже Роджерс использует другие модели, такие как Breakout[95], V-Rod и Softail Slim S[96].

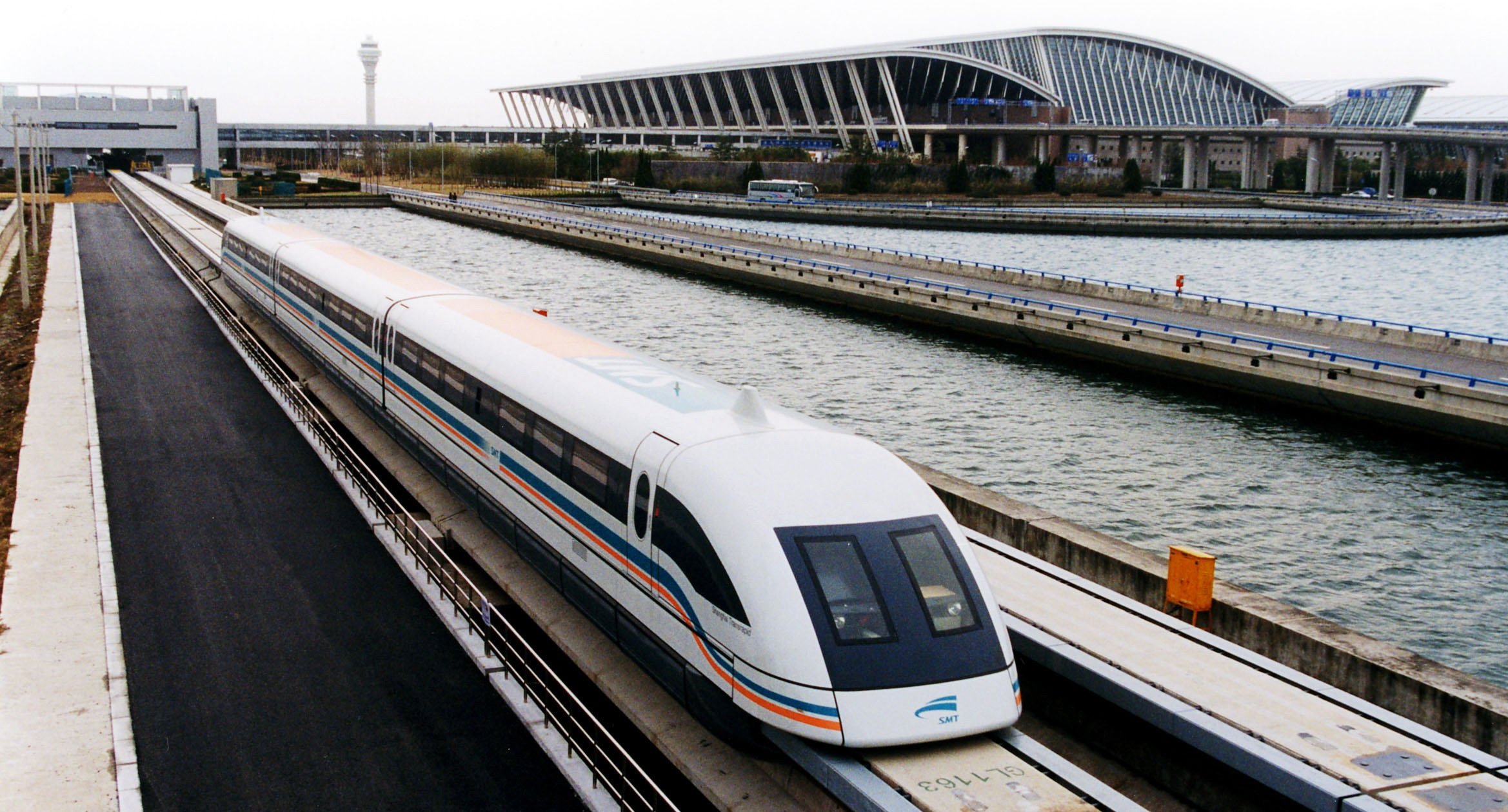
Шанхайский маглев

- Вакандский маглев — усовершенствованный поезд-маглев, используемый для общественного транспорта в Золотом городе в Ваканде, а также для транспортировки вибраниума внутри шахт на горе Башенга. Поезд использовался для сравнения афрофутуризма Ваканды с транспортной инфраструктурой в США[97].

### Костюмы

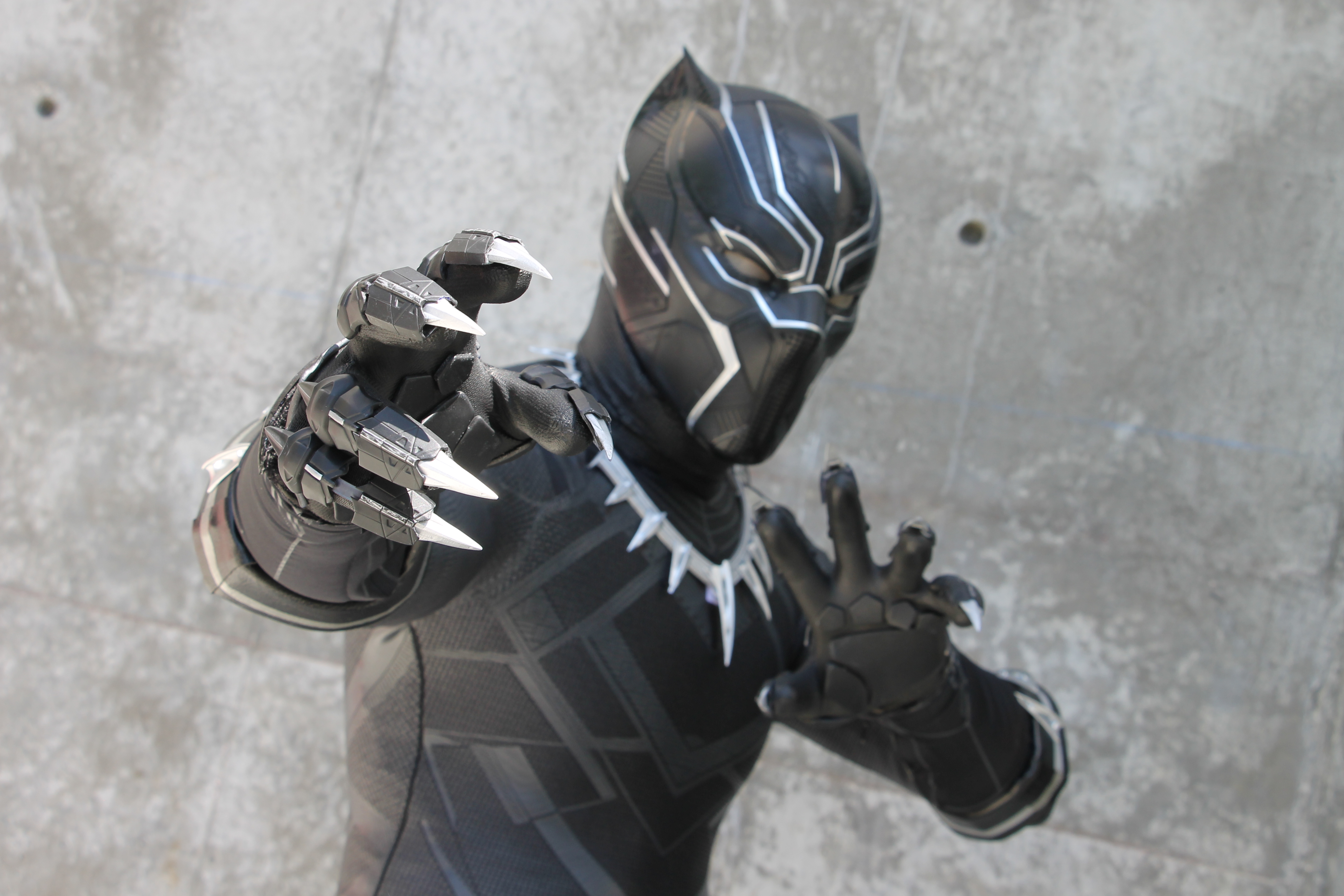
Косплей костюма Чёрной пантеры на FanimeCon 2018 года

- Костюм Человека-муравья (основанный на одноимённом костюме из Marvel Comics) позволяет владельцу меняться в размере, сохраняя при этом силу, а также общаться с муравьями и управлять ими. Он был разработан Хэнком Пимом и использовался во время миссий «Щ.И.Т.», пока частицы Пима не начали оказывать на него влияние, а позже был украден Скоттом Лэнгом, который становится следующим Человеком-муравьём.

- Костюм Чёрной пантеры (основанный на одноимённом костюме из Marvel Comics) — защитный нанотехнологический костюм, сотканный из вибраниума, который носит король Ваканды, когда выступает в качестве Чёрной пантеры. Костюм оснащён выдвижными когтями из вибраниума и почти непроницаем. Версии костюма носили Т’Чака, Т’Чалла и Н’Джадака с течением времени. Второй костюм Т’Чаллы также способен сжиматься в ожерелье, а также поглощать энергию для будущего перераспределения. Костюм представляет собой комбинацию практичного костюма и визуальных эффектов, в котором присутствует плетение из вибраниумной сетки, похожее на кольчугу[98]. Художница по костюмам фильма «Первый мститель: Противостояние» Джудианна Маковски назвала костюм Чёрной пантеры «сложным», поскольку «вам нужно было что-то вроде кошачьего тела, но это сложно и практично одновременно. Вам нужно было чувство какой-то этнической принадлежность, но мы ещё не создавали мир [Ваканды], поэтому не хотелось заходить слишком далеко и слишком много говорить об этом мире»[99].

- Униформа Капитана Америки (основанная на одноимённом костюме из Marvel Comics) — костюм, который носят носители звания Капитана Америки во время миссий.

- Первой униформой, которую носил Стив Роджерс, был тканевый костюм USO, основанный на его оригинальном костюме из комиксов, вместе с щитом-экю. Услышав, что подразделение Баки Барнса пропало в бою, он сменил форму USO для спасательной миссии, надев поверх костюма боевую куртку и брюки и надев синий шлем от хористки USO. Проявив себя в бою, Говард Старк разработал боевую форму из углеродного полимера с кожаными сумками и кобурой. Он также перешёл на бескрылую маску и свой круглый вибраниумный щит. После разморозки он использовал костюм, разработанный «Щ.И.Т.ом», похожий на его униформу от USO. Во время работы с «У.Д.А.Р.ом» он использует новую униформу, предназначенную для скрытных миссий, окрашенную в более тёмный оттенок синего цвета и без белых бликов и красных полос. Его щит также был перекрашен. Позже он вернулся к варианту своего костюма времён Второй мировой войны, взятому с выставки в Смитсоновском институте. Эта версия отличалась более заметными полосками на животе и несколько иным расположением ремешков. Его щит был восстановлен в своей обычной расцветке. Позже Тони Старк создаёт новую униформу для Стива, в которую включены магнитные перчатки, позволяющие ему притягивать свой щит. Несколько иная версия этого костюма использовалась во время Гражданской войны Мстителей. Во время своего изгнания он меняет костюм на более скрытную версию, удаляя звезду и логотип Мстителей и окрашивая костюм в чёрный цвет. Он также оснащён вакандскими щитами на руках перед битвой при Ваканде. После воссоединения Мстителей он использует другую новую униформу, напоминающую его предыдущие костюмы.

- Когда Джона Уокера назначают новым Капитаном Америкой, он использует совершенно новый дизайн, основанный на дизайне из комиксов: униформа синего цвета с красными бликами и полосками на груди, а также включает красные перчатки без пальцев. Вместо логотипа Мстителей на руках изображён флаг США, а на маске и груди — стилизованная звезда. Он также носит пистолет и версию щита Капитана Америки, подаренного Стивом Роджерсом Сэму Уилсону. После того, как его лишают титула, он строит новый щит и красит свою униформу в чёрный цвет, становясь «Агентом США».

- Сэм Уилсон надевает новую версию униформы в качестве нового Капитана Америки, включая его новые крылья, которые сделаны из вибраниума. Эта версия, подарок Ваканды, тесно связана с версией, которую он носит в комиксах, причём основным цветом является белый, а не синий. Дизайн звезды распространяется по всей груди и напоминает логотип Военно-воздушных сил США. Белая маска включает в себя красные очки Уилсона и простирается от плеч до места чуть выше ушей, оставляя верхнюю часть головы обнажённой. Ботинки униформы также белые, с синими и красными бликами, в то время как леггинсы синие.

- Униформа Дора Миладже — униформа, которую носят Дора Миладже из Ваканды. Она состоит из комбинезона, упряжи, вибраниумной наплечной брони, шейных колец, ботинок до колен и поясной накидки. Серебряные кольца носят на шее и руках (за исключением Окойе, чьи кольца золотые, чтобы обозначить её статус генерала). Дизайн униформы был частично вдохновлён племенным филиппинским костюмом, а также африканскими костюмами[102]. Художница по костюмам «Чёрной пантеры» Рут Э. Картер хотела избежать образа «девушки в купальниках», и вместо этого нарядила Дора Миладже в полную броню, которая им понадобится для практического применения в битве[103]. Энтони Франсиско, старший иллюстратор по визуальному развитию, отметил, что костюмы Доры Миладже на 80 процентов основаны на народе масаи, пять процентов на самураях, пять процентов на ниндзя и пять процентов на народе ифугао с Филиппин[101].

- Сокол EXO-7 — экспериментальное крылатое снаряжение, созданное военными США для Национальной гвардии ВВС. Им пользовались бывшие десантники Сэм Уилсон и Райли, последний из которых был убит во время выполнения задания. Затем Сэм оставил активную службу, хотя и сохранил костюм, а позже присоединился к Мстителям, оказав помощь Стиву Роджерсу и Наташе Романофф во время восстания «Гидры». Костюм оснащён выдвижными крыльями и парой складных пистолетов-пулемётов Steyr SPP. Присоединившись к Мстителям, Тони Старк создаёт новый набор выдвижных крыльев, оснащённых дроном, а также пистолетом-пулемётом, установленным на запястье. Во время битвы с Джоном Уокером костюм сильно повреждён и не подлежит ремонту, и Сэм оставляет его Хоакину Торресу.

- Броня Железного человека (основанная на одноимённом костюме из Marvel Comics) — набор бронированных костюмов, созданных Тони Старком для борьбы с угрозами. Большинство из них имеют одинаковую красную и золотую цветовую гамму и содержат аналогичные функции. Все они сделаны на основе его оригинального костюма (броня Mark I), который он построил, чтобы сбежать от организации «Десять колец». Старк в конечном итоге создаст до 85 костюмов, 34 из которых являются частью оригинального «Железного легиона». Многие из его ранних костюмов были очень мобильными и универсальными, с возможностью трансформации или хранения в различных предметах, таких как чемодан (Mark V), цилиндрический контейнер (Mark VII), съёмные детали (Mark XLII), спутник (Mark XLIV) и многое другое. В конце концов, начиная с брони Mark L, Старк смог хранить свою броню в виде наноботов в своём дуговом реакторе, которая могла расползаться по его телу, собираясь на основе кибернетических команд, позволяя Старку создавать бесконечные комбинации и новое оружие, проявляющееся из брони.

- Броня Халкбастер (основанная на одноимённом костюме из Marvel Comics) — модульное дополнение к обычной броне Тони Старка. Разработанная Старком и Брюсом Бэннером, она предназначен для того, чтобы сдерживать Халка и минимизировать ущерб, причиняемый его яростью. Броня Халкбастер первого поколения (броня Железного человека Mark XLIV) дистанционно управлялась мобильным сервисным модулем Вероника (который был назван в честь персонажа Вероники Лодж из Archie Comics) и использовалась для сдерживания Халка после его буйства в Йоханнесбурге, Южная Африка. В 2018 году Бэннер носил обновлённую версию брони (броня Железного человека Mark XLVIII), которую он использовал во время битвы при Ваканде и убийства Таноса, поскольку в то время он не смог превратиться в Халка.

- Железный легион — два отдельных комплекта брони, созданных Тони Старком. Первый — набор специализированных доспехов, созданных для различных ситуаций, с которыми он может столкнуться. Построенные из-за своей бессонницы, он в конце концов разрушает их из-за трений, которые они вызывают между ним и Пеппер. Второй — набор костюмов-дронов, созданных Тони Старком для того, чтобы помочь Мстителям. Однако после создания искусственного интеллекта Альтрона, он строит себе тело из уничтоженного дрона и берёт под контроль всеми остальными дронами. В конечном счёте они уничтожаются в битве с Мстителями.

- Броня Железного торговца (основанная на одноимённом костюме из Marvel Comics) — бронированный костюм, похожий на броню Железного человека. После того, как Обадайя Стейн получает найденную броню Старка Mark I у организации Десять колец, он перепроектирует её, чтобы создать ещё более мощный костюм с дополнительным оружием, таким как миниган на правой руке. Костюм подпитывается от личного дугового реактора Старка, что вынуждает Старка использовать замену для питания своего собственного костюма, хотя ему удаётся победить Стейна, который в конечном итоге погибает в бою.

- Броня Железного паука (основанная на одноимённом костюме из Marvel Comics), также известная как Предмет 17А — бронированный нанотехнологический костюм, созданный Тони Старком, чтобы Питер Паркер смог использовать его в качестве Мстителя. Костюм оснащён четырьмя механическими ногами, которые можно развернуть сзади, что обеспечивает повышенную мобильность и навыки скалолазания, а также веб-шутеры, способные генерировать собственную синтетическую паутину. После боя со Стервятником Старк предлагает Паркеру членство в Мстителях, но Паркер отказывается и от того, и от другого. Два года спустя Старк использует его, чтобы спасти Паркера после того, как он упал с корабля Q-Ship Эбенового Зоба, и Паркер использует его во время своего пребывания в космосе на Титане. Пять лет спустя он снова используется во время Битвы за Землю и на местной благотворительной акции.

- Броня Железного человека Mark XLIX, также известная как броня Спасительницы (основанная на одноимённом костюме из Marvel Comics) — бронированный нанотехнологический костюм, созданный Тони Старком для своей жены Пеппер Поттс. Он имеет синюю и серебристую цветовую гамму и многие из тех же способностей, что и броня Железного человека. Поттс использует его в битве за Землю против Таноса и его сил.

- Броня Воителя (основанная на одноимённом костюме из Marvel Comics) — бронированный костюм, первоначально разработанный Тони Старком как броня Железного человека Mark II, прежде чем он был конфискован Джеймсом Роудсом и усилен Джастином Хаммером с пулемётами в запястьях, миниганом на правом плече и гранатомётом слева, оружие, которое позже оказалось неэффективным. Позже Старк удаляет модификации и сам перестраивает костюм, используя свою собственную превосходную технологию. Этот модернизированный костюм на короткое время получил красную, белую и синюю цветовую гамму и был переименован в «Железного патриота» правительством США. Позже он был изменён обратно на серую цветовую гамму и снова обновлён, но был случайно выведен из строя Виженом в середине полёта во время Гражданской войны Мстителей, в результате чего Роудс упал на землю и стал парализованным. Для битвы за Землю Роудс надевает новый костюм, напоминающий оригинальную броню Железного патриота, с множеством современных видов оружия, таких как ракетные установки.

- Костюм Человека-паука (основанный на одноимённом костюме из Marvel Comics) — костюм, который Питер Паркер носит, борясь с преступностью в качестве Человека-паука. Он содержит различные встроенные устройства, которые помогают ему в этом. Его первый костюм, простой самодельный костюм, состоял из красной толстовки с капюшоном, синих брюк, синей рубашки и красной маски с чёрными очками (сделанными из изменённых объективов камеры), чтобы помочь ему сфокусировать свои чувства. В нём также есть самодельные веб-шутеры, созданные Паркером, которые стреляют синтетической паутиной, липким веществом, также разработанным им. После того, как Тони Старк завербовал его во время Гражданской войны Мстителей, ему дали новый, более совершенный костюм, отличающийся более современным и обтекаемым дизайном, встроенным искусственным интеллектом, улучшенными очками и продвинутыми веб-шутерами. Джо Руссо описал этот костюм как «немного более традиционный костюм от Стива Дитко»[107]. Он перестаёт использовать этот костюм во время Войны бесконечности, вместо этого используя броню Железного паука, которая обеспечивала большую защиту и способности. В попытке скрыть личность Человека-паука Талос (замаскированный под Ника Фьюри) заставляет швею сшить Питеру новый костюм в Европе, позже названный Недом Лидсом костюмом «Ночной мартышки». Эта версия полностью чёрного цвета и менее продвинута, чем костюм Старка, с капюшоном, состоящим из чёрной маски и откидных очков. После того, как начальник тюрьмы украл костюм, Питер строит себе новый, используя технологию покойного Старка, которую он использует во время своей битвы с Мистерио в Лондоне.

- Броня Таноса — броня, которую Танос носил во время своего пребывания в качестве военачальника. Она состоит из шлема, нагрудника, поножей, шлемов, перчаток и металлических ботинок. Изготовленная из чрезвычайно прочного металла, она способна выдерживать удары Халка, как это было видно во время нападения Таноса на «Властителя». Затем он снимает броню для остальной части своего задания, так как в ней нет необходимости. Выполнив свою миссию по уничтожению половины населения Вселенной, он отправляется в Сад, становится фермером и использует свою броню в качестве пугала. Альтернативная версия Таноса 2014 года носит доспехи во время битвы за Землю. Во время битвы на него нападает Ванда Максимофф, которая способна сильно повредить броню своими способностями телекинеза. После того, как Тони Старк щёлкает пальцами, она уничтожается вместе с Таносом и его армией.

- Костюмы времени[108], также известные как Усовершенствованные технические костюмы[109] или Квантовые костюмы[110] — разновидность костюма Человека-муравья, позволяющая Мстителям уменьшаться до микроскопических размеров и путешествовать во времени через Квантовый мир. Ими пользуются выжившие Мстители и Стражи Галактики — Тони Старк, Стив Роджерс, Брюс Бэннер, Клинт Бартон, Джеймс Роудс, Наташа Романофф, Тор, Небула, Ракета и Скотт Лэнг.

### Оружие
- Анула́ксные батаре́и — устройства, которые служат основным источником энергии для суверенов. После того, как Ракета украл несколько батарей, Аиша приказывает своим войскам следовать за Стражами Галактики. Ракета позже использует батареи для создания мощной бомбы, которая закладывается в ядро Эго и убивает его.

- Де́сять коле́ц — мистические инопланетные кольца, найденные военачальником Сюй Венву во время его правления[111]. Представляют собой десять железных колец, надеваемых по пять колец на одну руку (однако также могут быть полностью надеты на одну руку), при этом размер самих колец зависит от рук пользователя (в момент снятия кольца обычного размера, однако в момент надевания, кольца регулируются под размер рук пользователя). В момент своего правления, военачальник Сюй Венву находит кольца и создаёт на их основе террористическую организацию «Десять колец», а сами кольца делает эмблемой организации[112]. Кольца наделяют своего пользователя повышенной силой и долголетием (что сказалось на Венву, поскольку благодаря кольцам, он прожил около тысячи лет), и при использовании испускают сотрясающие энергетические взрывы, а также могут управляться телепатически[111][112]. Внешний вид ауры, исходящей от колец, зависит от пользователя: у Венву она похожа на яростную голубую молнию, в то время как у Шан-Чи — на изящное оранжевое пламя, что отражает их индивидуальность[113][114].

- Дубинки Чёрной вдовы — пара электрошокового оружия, созданного Тони Старком, чтобы ими могла пользоваться Наташа Романофф. Они хранятся и заряжаются в её Укусе вдовы и рассматриваются как продолжение этого оружия. При использовании они светятся синим светом и при ударе о кого-то наносят мощный удар электрическим током.

- Рука-протез Баки Барнса (основанная на одноимённом предмете из Marvel Comics) — металлический протез, который носит Баки Барнс. «Гидра» снаряжает его серебряной рукой с красной звездой на плече после того, как его органическая рука была уничтожена во время падения с поезда во время Второй мировой войны. Барнс использует руку в качестве своего основного оружия, используя её, чтобы забить Говарда Старка до смерти. Эта версия позже была уничтожена Железным человеком во время Гражданской войны Мстителей. После того, как ему предоставили убежище в Ваканде, Шури создаёт для него новую руку, окрашенную в чёрный и золотой цвета и сделанную из вибраниума. Ракета позже выражает желание приобрести руку, хотя Барнс отказывает ему. Эта версия также содержит страховку, которую можно использовать для удаления руки, позволяя ваканданцам, обладающим этими знаниями, таким как Айо, использовать это в качестве преимущества при борьбе с ним. В 2025 году Небула дарит протез Ракете на Рождество.

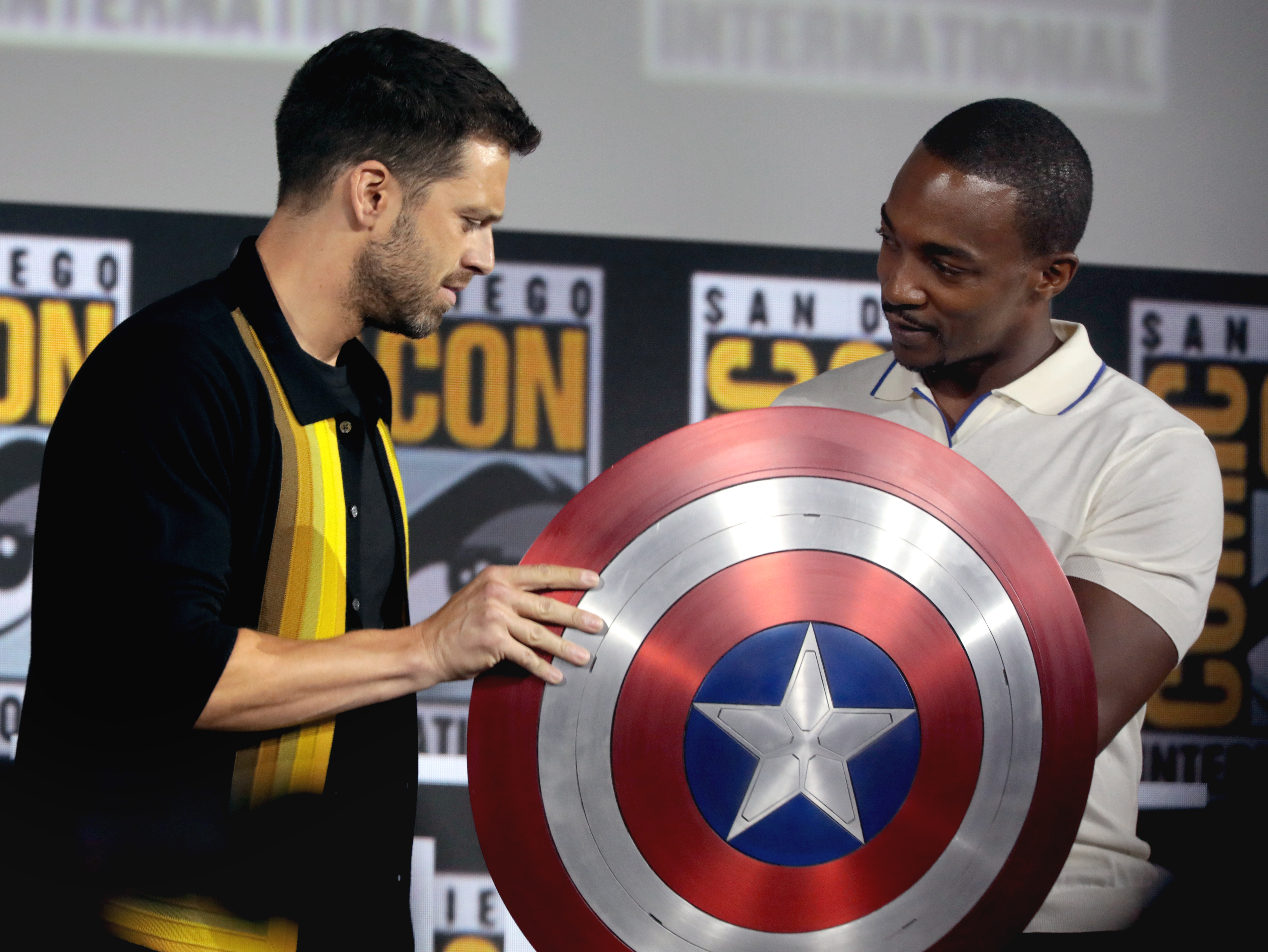
Щит, каким он показан в КВМ, в руках Энтони Маки и Себастиана Стэна, которые исполняют роли Сэма Уилсона и Баки Барнса соответственно, на San Diego Comic-Con 2019.

- Щит Капитана Америки (основанный на одноимённом предмете из Marvel Comics) — оружие из вибраниума, используемое носителями звания Капитана Америки, включая Стива Роджерса, Джона Уокера и Сэма Уилсона. Он был создан Говардом Старком и подарен Роджерсу во время Второй мировой войны. После смерти Роджерса Сэм отдаёт щит в Смитсоновский институт. Однако правительство передаёт его Джону Уокеру, новому Капитану Америке, который всего несколько дней спустя использует его для убийства Разрушителя флагов. После того, как его лишили звания Капитана Америки, Джон Уокер создаёт новый самодельный щит из металлолома и своей Медалей Почёта, от которого он позже отказывается во время боя с Разрушителями флагов в Нью-Йорке[115]. Щит рассматривается как символ силы и наследия Капитана Америки[116]. Копия щита также появляется в «Железном человеке» и «Железном человеке 2», которую режиссёр Джон Фавро включил, потому что считал важным включить внутренние отсылки для фанатов комиксов[117].

- Косми-прут — основное оружие Ронана Обвинителя, боевой молот Крии, который проецирует сотрясающие удары. Ронан использует его (будучи оснащённым Камнем Силы), чтобы уничтожить Корпус Нова, и планирует использовать его для уничтожения Ксандара. Однако Дракс использует Адронный силовик, чтобы уничтожить Косми-прут, позволяя Питеру Квиллу захватить Камень Силы и использовать его, чтобы убить Ронана.

- Разрушитель (основанный на одноимённом предмете из Marvel Comics) — неразрушимый автоматон, используемым Одином для предотвращения таких угроз, как Ледяные великаны[118]. Локи позже использует его, чтобы сразиться с Тором на Земле, пока Тор не восстанавливает свои силы и убивает Разрушителя[119][120]. Позже его части были собраны агентами «Щ.И.Т.» в прототип пистолета, который позже был использован Филом Колсоном в фильме «Мстители» и сериале ABC «Агенты „Щ.И.Т.“»[121].

- Клык дракона (основанный на одноимённом предмете из Marvel Comics) — мощный меч со стальным лезвием и рукоятью, вырезанной из зуба дракона. Они используются Валькириями в бою, хотя Сталкер 142 является единственной выжившей из группы и, таким образом, сохраняет единственный оставшийся Клык дракона.

- Экстремис (основанный на одноимённом предмете из Marvel Comics) — форма генетической манипуляции, разработанная Майей Хансен и Олдричем Киллианом. Это даёт человеку продвинутый исцеляющий фактор, что означает, что он способен восстанавливаться после физических травм, уродств и даже психологических травм. Субъекты также обладают способностью контролировать тепло своего тела и генерировать огонь. Однако те, чьи тела отвергают лечение, мощно взрываются. Киллиан использует его, чтобы залечить своё уродство и вылечить раненых ветеранов войны, таких как Эллен Брандт. Его использовали скруллы-мятежники в сериале «Секретное вторжение».

- Богоубийца — мощный меч, которым пользуется Гамора. Он имеет энергетическое ядро в рукояти, что снижает вес и облегчает его использование. Длинное лезвие складное и включает в себя съёмный нож, который соединяется с рукоятью меча.

- Гунгнир (основанный на одноимённом предмете из скандинавской мифологии) — копьё Одина, способное направлять Силу Одина. Локи также использует его во время двух своих постов в качестве короля Асгарда. После восшествия Хелы на трон Тор возвращается в Асгард после своего побега с Сакаара и использует его, чтобы вызвать Хелу в Королевский дворец Валаскьяльв. Там он сражается с Хелой и пытается убить её копьём, но она легко разоружает его и отбрасывает копьё. Копьё было оставлено в тронном зале во время их боя и, предположительно, уничтожено во время Рагнарёка.

- Хаммер-дроны — дистанционно управляемые гуманоидные дроны, разработанные Иваном Ванко и заказанные Джастином Хаммером после его предыдущих неудачных попыток воссоздать броню Железного человека. Они были разработаны для использования различными родами войск, и Хаммер надеялся, что они заменят Железного человека. Однако на выставке Старк Экспо Ванко тайно взял под контроль дроны и использовал их, чтобы сеять хаос, надеясь отомстить Тони Старку. В конечном счёте они были побеждены Старком и Джеймсом Роудсом (одетым в броню Воителя), после чего Ванко взорвал дронов и себя.

- Лук и колчан Соколиного глаза — пара инструментов, используемых Клинтом Бартоном, которые служат его основным оружием. Лук представляет собой складной изогнутый лук, в то время как колчан механизирован, способен хранить и развёртывать свои фирменные стрелы. После Скачка он меняет свой лук на катану, которую использует для убийства преступников, таких как японская якудза.

- Хофунд (основанный на одноимённом предмете из скандинавской мифологии), также известный как Меч Биврёста — магический меч, используемым Хеймдаллом (и, во время его изгнания, Скурджем), который мог направлять Биврёст. Он также служит ключом для активации Биврёста. В последний раз он использовался Хеймдаллом для транспортировки Халка на Землю, пока он не был убит Таносом. Предположительно, он был уничтожен вместе с «Властителем» во время приобретения Таносом Камня Пространства.

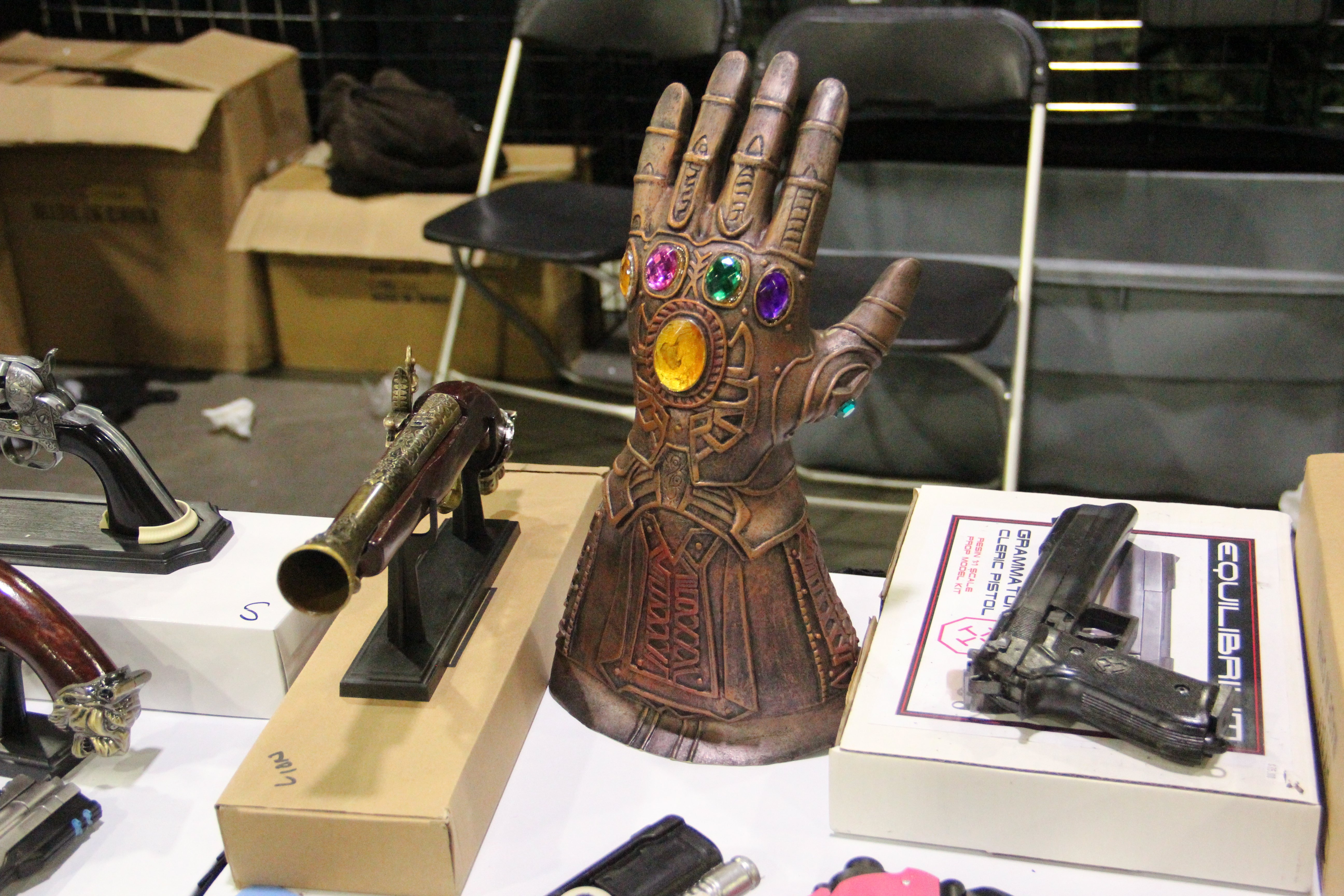
Модель Перчатки бесконечности на Comic-Con 2018 в Атланте

- Перчатка бесконечности (основанная на одноимённом предмете из Marvel Comics) — металлическая перчатка для левой руки, принадлежащая Таносу. Разработанная специально для одной цели, она способна использовать силу и способности всех шести Камней бесконечности одновременно, что позволяет владельцу делать всё, что угодно в своём воображении. Эйтри и гномы Нидавеллира (под давлением) выковали её из уру примерно за два года до Войны бесконечности. Единственная слабость Перчатки заключается в том, что её владелец должен сжать кулак, чтобы использовать силу, и Мстители используют эту слабость в своих интересах во время битвы на Титане. Скачка мощности, создаваемого Перчаткой, достаточно, чтобы убить человека (такого как Тони Старк) или серьёзно ранить сильное существо (такое как Танос или Халк). Существует несколько других версий Перчатки: поддельная была сохранена Одином в его хранилище, техническая версия Старка была создана Мстителями и использована Халком, чтобы отменить Скачок, в то время как импровизированная версия, созданная Тони Старком в его костюме, использовалась для уничтожения армии Таноса.

- Иерихо́н — экспериментальная управляемая ракета, разработанная компанией «Stark Industries» для Вооружённых сил США, которая при запуске разделяется на 16 ракет меньшего размера. Однако на демонстрации оружия в Афганистане конвой Старка попадает в засаду, при этом Тони Старка ранит ракета его же компании. Старка захватывает в плен террористическая группировка «Десять колец» и предлагает Старку свободу в обмен на создание ракеты «Иерихон», однако вместо этого Старк тайно строит первую броню Железного человека, что приводит к тому, что он становится «Железным человеком».

- Ски́петр Ло́ки, также известный просто как Ски́петр — холодное оружие с выдвижной рукоятью, подаренное Локи Таносом в качестве подарка, чтобы помочь ему в завоевании Земли. Вверху у него есть синий шар, содержащий Камень Разума, позволяющий Локи промывать мозги и контролировать других, прикасаясь к ним с его помощью. После битвы за Нью-Йорк его забирают агенты «Гидры», замаскированные под агентов команды «У.Д.А.Р.», и Штрукер и доктор Лист используют его, чтобы разблокировать и усилить способности Ванды и Пьетро Максимофф. Позже он был захвачен Мстителями и использован Тони Старком и Брюсом Бэннером для создания Альтрона. Затем Альтрон использует его для промывания мозгов Хелен Чо, которая, в свою очередь, создаёт Вижена, и камень встраивается ему в лоб. Во время Хрононалёта Стив Роджерс использует свои знания о будущем, чтобы получить Скипетр от команды «У.Д.А.Р.», прежде чем использовать его для промывания мозгов альтернативной версии самого себя.

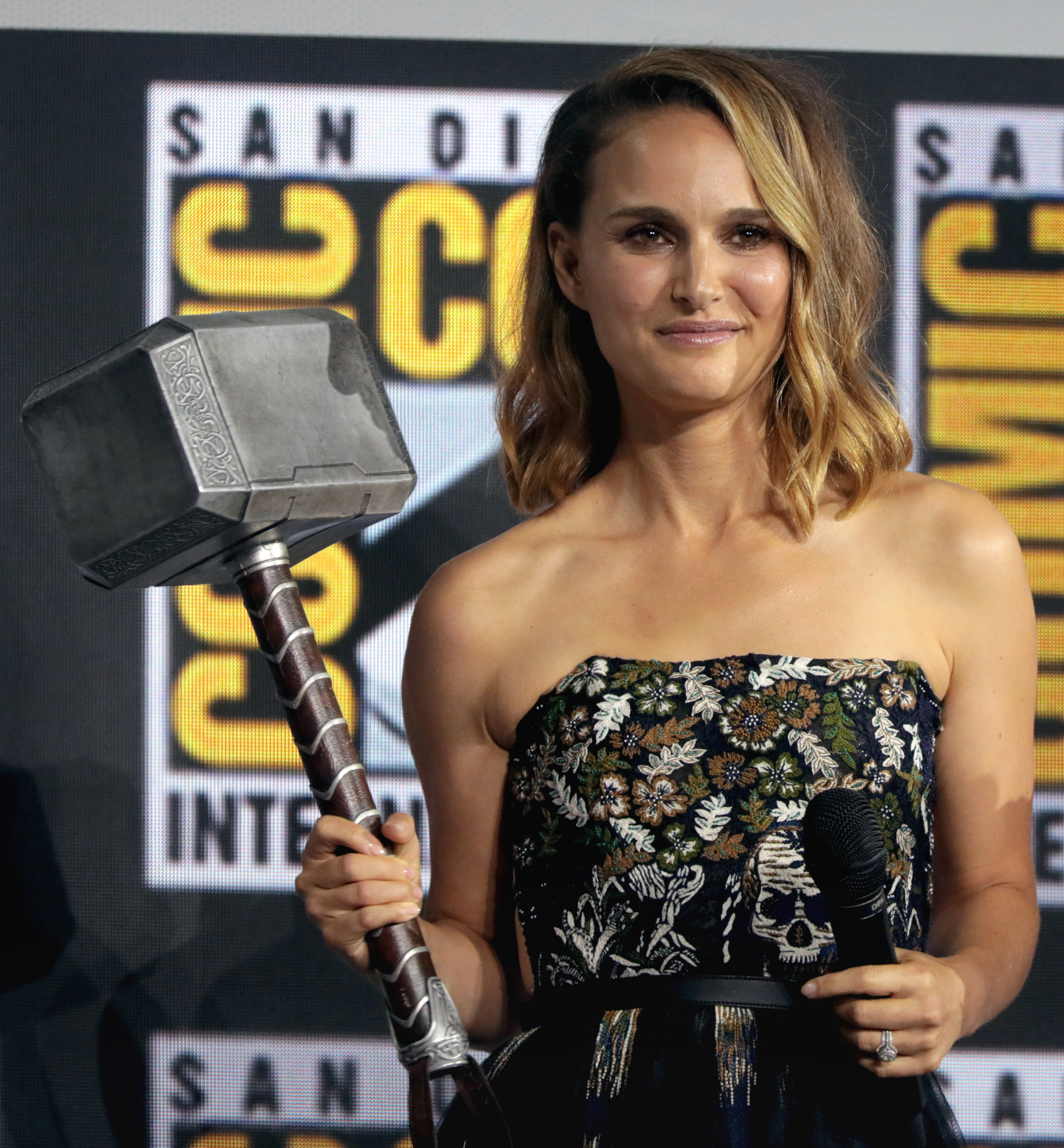
Мьёльнир, каким он выглядит в Кинематографической вселенной Marvel, в руке Натали Портман, которая исполняет роль Джейн Фостер, на San Diego Comic-Con 2019

- Мьёльнир (основанный на одноимённом предмете из Marvel Comics) — зачарованный боевой молот, сделанный из уру гномами Нидавеллира, который способен управлять молниями и позволяет пользователю летать, если его быстро вращать и выпускать с достаточной мощностью. После того, как Тор был изгнан на Землю, Один зачаровал молот так, чтобы только те, кого молот сочтёт «достойными», могли владеть им и получить силу Тора, и среди достойных оказались Вижен и Стив Роджерс. Тор заполучил альтернативную версию молота во время Хрононалёта, а позже Роджерс вернул его в свою первоначальную линию времени.

- Громсеки́ра (основанная на одноимённом предмете из Marvel Comics) — большой боевой топор, созданный королём гномов Эйтри на Нидавеллире. Оружие, предназначенное для того, чтобы быть самым мощным в арсенале короля Асгарда, обладает способностями, подобными Мьёльниру, а также способно вызывать мост Биврёст. Тор помогает Эйтри создать его и использует его, чтобы победить Аутрайдеров в Ваканде, атаковать Таноса, а затем убить его на планете 0259-S (Титан II). Он также использует её во время Битвы за Землю[122].

- Наномаска[123] — устройство, используемое агентами «Щ.И.Т.», чтобы выдавать себя за других. Разработанная выпускником Университета Беркли по имени Сельвин, маска способна имитировать внешность и голос человека, чтобы создать маскировку. Её использовали Наташа Романофф, Сунил Бакши, Кара Паламас, Мелина Востокофф и Шэрон Картер[124].

- Некромечи (основанные на Ночном мече и Некромече Вечной Тьмы из Marvel Comics) — серия обсидиановых мечей, которые выступали в качестве основного оружия Хелы. Она могла генерировать и питать их по своему желанию из своей некроэнергии, энергии, генерируемой её телом из силы, которую она черпала непосредственно из Асгарда. Она использует мечи, которые могут принимать любую форму, чтобы убить валькирий, Воинственную Троицу и эйнхерий; а также против Тора, Локи, Валькирии, Скурджа и Суртура.

- Квад-бластеры — основное оружие Питера Квилла. Бластеры имеют два отдельных спусковых крючка, управляющие два отдельных ствола. Эти спусковые крючки срабатывают с помощью указательного и среднего пальца. Нижний ствол каждого пистолета стреляет несмертельными выстрелами, в то время как керхний ствол производит смертельные выстрелы плазмой. Мастер реквизита Рассел Боббитт создал два комплекта бластеров для фильма «Стражи Галактики. Часть 2», которые содержали съёмные патроны для бластеров[125].

- Заря́ды перезагру́зки — небольшие устройства, используемые Управлением временными изменениями (УВИ) для «удаления» альтернативных временных линий, полностью стирая их из существования, чтобы сохранить Священную линию времени. Майкл Уолдрон, главный сценарист «Локи», сказал, что заряды используют магию «или, возможно, что-то более техническое», и что аудитория «находится в неведении относительно того, что именно происходит с этими зарядами перезагрузки»[126]. Позже Сильвия использует их для «бомбардировки» Священной линии времени[127][128][129].

- Перчатка Шокера — механическое оружие, первоначально принадлежавшее Броку Рамлоу. Во время боя с Мстителями в Лагосе Капитан Америка срывает одну из перчаток Рамлоу, которую находит Департамент по контролю последствий, а затем похищает Эдриан Тумс. Финес Мейсон модифицирует перчатку, прежде чем передать её Джексону Брайсу, который использует перчатку, называя себя «Шокером». После того, как Брайс распадается в прах, она используется Германом Шульцем, вторым Шокером, до его поражения от рук Человека-паука. Визуальные эффекты для перчатки в фильме «Человек-паук: Возвращение домой» были предоставлены компанией Trixter.[7]

- Перчатки Шури — пара вибраниумных перчаток, разработанных и используемых Шури. Сделанные в форме головы пантеры, они испускают мощный звуковой взрыв, способный вывести из строя Чёрную пантеру. В конечном счёте они уничтожаются Киллмонгером. После гибели Киллмонгера от рук её брата, Т’Чаллы, Шури разрабатывает вторую пару, которую она использует во время Войны бесконечности и Битвы за Землю.

- На́но-перча́тка[130], также известная как Железная перчатка[131] или Перчатка силы[132] — металлическая перчатка для правой руки, созданная Тони Старком, Брюсом Бэннером и Ракетой с использованием технологии Старка. Она была разработана, чтобы использовать силу Камней бесконечности, сродни Перчатке бесконечности Таноса, и была создана, чтобы отменить действия щелчка. После того, как Мстители добывают альтернативные версии шести Камней бесконечности во время Хрононалёта, Халк использует её, чтобы щёлкнуть пальцами и воскресить жизни половины Вселенной, пока не появляется альтернативная версия Таноса 2014 года и пытается заполучить перчатку для себя. Во время последующей битвы за Землю перчатка передаётся нескольким людям, пока она не попадает в руки Таноса, но Камни тайно забраны Тони Старком, который щёлкает пальцами и уничтожает Таноса и его армию.

- Снаряжение Таскмастера — бронированный костюм и доспехи, которые использует Антония Дрейкова. Он включает в себя щит, меч, лук и стрелы, а также выдвижные когти в её перчатках, что позволяет ей идеально имитировать различных людей.

- Меч Таноса[2] — большой двусторонний меч, используемый альтернативной версией Таноса с 2014 года во время Битвы за Землю. Танос использует его, чтобы сломать щит Капитана Америки, а также фургон Луиса, пока его не уничтожила Ванда Максимофф, используя свои телекинетические способности. Дизайн лезвия был основан на вертолёте, используемом Таносом в комиксах[133], пасхалка, которую раскритиковал создатель Таноса, Джим Старлин[134][135].

- Дуби́нки УВИ[136] — дубинки, используемые минитменами из Управления временными изменениями (УВИ) для «удаления» вариантов. Равонна Ренслейер, бывший Охотник из УВИ, также владеет дубинкой, которую она использует против Локи и Сильвии. При разработке эффекта удаления для «Локи», компания визуальных эффектов FuseFX стремилась отличить его от Скачка, черпая вдохновение из документального сериала «Космос: пространство и время»[137].

- Часовые Альтрона — большая армия роботов, которые действовали как продолжение Альтрона. Они были созданы Альтроном с использованием ресурсов Исследовательской базы «Гидры» в Заковии и находились под его непосредственным контролем, действуя таким образом как его личная армия. В конце концов они были уничтожены Мстителями во время битвы при Заковии.

- Рука-протез Улисса Кло — протез руки, использованный Улиссом Кло после того, как его рука была отрублена Альтроном. Будучи на самом деле модифицированным вакандским инструментом, используемым для добычи вибраниума, он функционировал как звуковая пушка, способная стрелять высокоэнергетическими взрывами, достаточно мощными, чтобы уничтожить автомобиль и временно вывести из строя Чёрную пантеру. Звуковая пушка может быть убрана и спрятана внутри протеза, когда она не используется. Позже он был уничтожен Т’Чаллой во время перестрелки в Пусане, Корея.

- Веб-шутеры (основанные на одноимённом предмете из Marvel Comics) — пара электромеханических перчаток, разработанных Питером Паркером для его использования в качестве борца с преступностью, известного как Человек-паук. Они способны стрелять синтетической паутиной, хранящейся в небольших патронах на рукавицах. Первая версия веб-шутеров, которые были созданы Паркером, модернизирована Тони Старком перед Гражданской войной Мстителей. Эта версия имеет множество различных настроек, включая «вращающуюся паутину», «веб-шар» и «рикошетную паутину», возможность, впервые появившуюся в сцене после титров фильма «Первый мститель: Противостояние». Сопродюсер фильма «Человек-паук: Возвращение домой» Эрик Хаусерман Кэрролл сравнил это с камерой DSLR[138]. Визуальные эффекты для синтетической паутины в фильме «Человек-паук: Возвращение домой» были предоставлены компаниями Digital Domain и Sony Pictures Imageworks, которые основали дизайн на шерсти белого медведя из-за её полупрозрачной природы, а также на её дизайне в «Противостоянии» и предыдущих фильмах о Человеке-пауке[139]. Броня Железного паука также имеет свои собственные веб-шутеры, которые более обтекаемы и технологичны. После смерти Старка Питер использует его технологию, чтобы создать себе новую пару после того, как его старые были уничтожены.

- Укус вдовы (основанный на одноимённом предмете из Marvel Comics) — электрошоковое оружие, используемое Наташей Романофф в бою. Созданное «Щ.И.Т.ом», оно обеспечивает мощные электрические разряды от двух перчаток, надетых на запястья. Позже Тони Старк создаёт для неё более мощную версию, которая заставляет трубки в её костюме загораться и светиться. Он также хранит её дубинки, заряжая их до тех пор, пока это не понадобится. Он был использован Романофф, чтобы на мгновение вывести из строя металлическую руку Зимнего солдата и костюм Чёрной пантеры.

- Яка стрела (основанная на одноимённом предмете из Marvel Comics) — звукочувствительная стрела, принадлежащая Йонду Удонте. Сделанная центаврианцами из металла Яка, она управляется красным гребнем, надетым на голову Йонду в сочетании с его свистом, и носится в кобуре на поясе, когда она не используется. Его использование стрелы чрезвычайно искусно, что позволяет ему точно контролировать её направление и скорость, убивая нескольких инопланетян в течение нескольких секунд. Она способна пробивать броню инопланетян и даже корпус космического корабля. После смерти Йонду Краглин приобретает стрелу и новый кибернетический гребень, но изо всех сил пытается контролировать свою стрелу из-за отсутствия опыта.

- Зодиак (основанный на одноимённом персонаже из Marvel Comics) — смертоносная жидкость синего цвета, содержащаяся во флаконе. После Второй мировой войны Пегги Картер в одиночку добывает её после многочисленных неудачных попыток СНР, в результате чего Говард Старк назначил её главой «Щ.И.Т.» на следующий день.

### Артефакты
- Бла́дстоун — красный кристалл, принадлежащий семье Бладстоунов, первым владельцем которого был Улисс Бладстоун[англ.]. После смерти Улисса его вдова Верусса организовывает соревнование между охотниками на монстров, чтобы определить, кто станет новым владельцем артефакта[140][141]. Верусса использует Бладстоун, чтобы заставить Джека Расселла превратиться в оборотня, который убивает её и сбегает, а камень достаётся дочери Улисса, Эльзе[142]. В большей части спецвыпуска «Ночной оборотень» Бладстоун является единственным цветным объектом в кадре, артефакт увеличивает физическую силу и продолжительность жизни своего владельца.

- Кни́га Калио́стро — древняя книга заклинаний, хранящаяся в частной библиотеке Древней в Камар-Тадже. Книга посвящена тёмной магии, из-за чего многие студенты, изучавшие книгу, сбились с пути. Кецилий вырывает страницы из книги, чтобы позволить ему выполнить ритуал, чтобы связаться с Дормамму и извлечь энергию из Тёмного измерения, продлевая свою жизнь вечно. Стивен Стрэндж также изучает книгу, чтобы понять, как использовать Глаз Агамотто.

- Ледяно́й ларе́ц (основанный на одноимённом предмете из Marvel Comics) — реликвия, которая принадлежала и которой пользовались Ледяные великаны. При открытии он проецирует ледяной ветер, который замораживает всё на своём пути и способен погрузить целую планету в новый ледниковый период. Ларец был захвачен в 965 году нашей эры асгардцами, которые поместили его в хранилище Одина. Более тысячелетия спустя Ледяные великаны напали на Асгард, пытаясь вернуть ларец, но снова потерпели поражение. Годы спустя Хела прошла мимо ларца в хранилище Одина и назвала его «хламом», и, предположительно, он был уничтожен во время Рагнарёка

- Плащ левита́ции (основанный на одноимённом предмете из Marvel Comics) — магическая реликвия, которая позволяет её пользователю левитировать в воздухе. Будучи одной из многих реликвий, принадлежащих мастерам мистических искусств, которые первоначально хранились в Нью-Йоркском храме, он «выбирает» Стивена Стрэнджа своим хозяином во время боя с Кецилием. Он обладает собственным сознанием и способен самостоятельно передвигаться и защищать Стрэнджа от угроз. Стрэндж позже использует его во время Битвы на Титане и Битвы за Землю. Визуальные эффекты для артефакта в фильме «Доктор Стрэндж» предоставила компания Framestore[143].

- Багро́вые свя́зки Ситтора́ка (основанные на одноимённом персонаже из Marvel Comics) — магическая деревянная реликвия, хранящаяся в Нью-Йоркском храме. Когда их бросают в противника, они сдерживают их, связывая им руки за спиной, и Стивен Стрэндж использует их против Кецилия. Вторая, более точная версия из комиксов проявляется во время битвы Стрэнджа с Таносом, заклинание, которое появляется в виде красных полос. Визуальные эффекты для оригинальной версии в «Докторе Стрэндже» предоставила компания Framestore[143].

- «Даркхо́лд» (основанный на одноимённом предмете из Marvel Comics), также известный как «Кни́га грехо́в» — магический гримуар, ранее принадлежавший Агате Харкнесс, которая использует его, чтобы определить, что Ванда Максимофф является Алой ведьмой. Победив Харкнесс, Максимофф берёт книгу для изучения, скрываясь ото всех. Сделанный из тёмной материи из Тёмного измерения, он постоянно горит магическим огнём. Некоторое время спустя, Ванда использует его для преследования Америки Чавес, с целью получения её сил. В конце концов, Ванда уничтожает «Даркхолд» во всех существующих вселенных. 
 Книга появляется в сериале «Ванда/Вижн» (2021), а затем играет важную роль в фильме «Доктор Стрэндж: В мультивселенной безумия» (2022), где также появляются его альтернативные версии. Ещё ранее книга появляется в 4-м сезоне сериала «Агенты Щ.И.Т.», где сказано, что знания, находящиеся в книге, непостижимы разумом обычного человека.

- Ве́чное пла́мя — неугасаемый мистический огонь. Он служит источником всей мощи Суртура. Это позволяет ему быть вызванным или даже воскрешённым, поместив в пламя его корону, тем самым устраивая Рагнарёк. По этой причине Один украл его из Муспельхейма и хранил его в своём хранилище. Хела, вернувшись, использует его, чтобы воскресить Фенрира и свою армию, используя их, чтобы захватить Асгард. После возвращения Тора с Сакаара он посылает Локи поместить корону Суртура в Пламя, воскрешая его и уничтожая Асгард и Хелу.

- Двойны́е ко́льца — небольшие мистические двухкольцевые артефакты, используемые мастерами мистических искусств для телепортации между различными местами через межпространственный портал[144].

- Коро́на Сурту́ра — источник силы Суртура. Тор уничтожает Суртура, забирая корону и храня её в хранилище Одина, хотя позже он отправляет Локи, чтобы он объединил её с Вечным пламенем, воскрешая Суртура и инициируя Рагнарёк.

- Тессера́кт — артефакт, сконструированный в форме прозрачного четырёхмерного гиперкуба, являющийся оболочкой одного из Камней Бесконечности — Камня Пространства. В течение многих веков, Тессеракт использовался различными цивилизациями, пока не был получен Асгардцами. Всеотец Один отправляет Тессеракт на Землю в Тёнсберг на хранение. Во время событий фильма «Первый мститель» (2011), Тессеракт использовался Иоганном Шмидтом для создания универсального оружия, благодаря которому он хотел победить в войне. После событий фильма, Тессеракт был утерян в океане, однако позже был найден Говардом Старком и до 2012 года находился в организации «Щ.И.Т.». После событий фильма «Мстители» (2012), Тессеракт был возвращён в Асгард, где находился в Сокровищнице Одина до 2017 года. В 2017 году был выкраден Локи перед Рагнарёком. В 2018 году, Тессеракт был уничтожен Таносом при нападении на корабль выживших асгардцев. Альтернативные версии Тессеракта появились в фильме «Мстители: Финал» (2019), в сериале «Локи» и в первом сезоне анимационного сериала «Что, если...?» (2021).

- Эфи́р — жидкая оболочка одного из Камней Бесконечности — Камня Реальности. Долгое время, Эфир использовался Тёмными Эльфами во главе с Малекитом Проклятым, однако после их падения, Эфир был запечатан в подземелье, пока в 2013 году не был обнаружен Джейн Фостер. После событий «Тор: Царство тьмы» (2013), Эфир был отдан на сохранение Коллекционеру. В 2018 году, Эфир был спрессован Таносом в полноценный Камень и помещён в Перчатку Бесконечности. Альтернативная версия Эфира появилась в фильме «Мстители: Финал» (2019).

- Сфе́ра — артефакт, сконструированный в форме сферы, являющийся оболочкой одного из Камней Бесконечности — Камня Силы. До 2014 года, Сфера находилась на заброшенном храме на Мораге. После событий фильма «Стражи Галактики» (2014), Сфера была помещена под стражу Корпуса Нова. В 2018 году, Сфера была уничтожена Таносом при уничтожении Ксандара. Альтернативные версии Сферы появились в фильме «Мстители: Финал» (2019) и в первом сезоне анимационного сериала «Что, если...?» (2021).

- Глаз Агамо́тто — артефакт, сконструированный в форме глаза, дающий своему владельцу возможность управлять одним из Камней Бесконечности — Камнем Времени. Глаз был создан родоначальником мистических боевых искусств — Мастером Агамотто, построившим на Земле три Храма в центрах Силы, дабы защищать Землю от магических угроз. До 2018 года, Глаз находился во владении Верховных Чародеев, долгом которых являлась защита Камня Времени. В 2018 году, Глаз был уничтожен Таносом, при противостоянии с командами «Мстители» и «Стражи Галактики» на Титане. Альтернативные версии Глаза Агамотто появились в фильме «Мстители: Финал» (2019) и в первом сезоне анимационного сериала «Что, если...?» (2021).

- Махи́на Ди Када́вус — древний механический кубический артефакт, в который Стивен Стрэндж заключает испорченное Питером Паркером заклинание (в результате которого, в их вселенную попадают злодеи Человека-Паука из альтернативных реальностей) и ограничивает его воздействие на Мультивселенную. Стрэндж представляет артефакт в крипте Санктума Санкторума, и совершает ритуал, закрывая заклинание в артефакте, чтобы вернуть злодеев Человека-Паука в их изначальные реальности, однако его прерывает Паркер и выхватывает артефакт из рук Стивена. В погоне за артефактом, Стрэндж перемещает Паркера в Зеркальное измерение и пытается забрать его там, однако Паркер связывает Стрэнджа и оставляет его в Зеркальном измерении. Паркер отдаёт артефакт Эм-Джей с условием, что при известии от Питера, она его активирует. Через 12 часов, Стрэндж выбирается из Зеркального измерения при помощи Неда Лидса и забирает куб. Внезапно, на Стрэнджа нападает Зелёный Гоблин, отбирает куб и помещает в него свою бомбочку. Стрэндж, с помощью Отто Октавиуса возвращает куб себе, однако, благодаря бомбочке Гоблина, куб взрывается, освобождая испорченное заклинание.

- Кни́га Виша́нти — магическая книга, содержащая все необходимые заклинания, чтобы справиться с любой силой во Вселенной. Является полной противоположностью книги «Даркхолд». Книга появляется в фильме «Доктор Стрэндж: В мультивселенной безумия» (2022) и находится на постаменте в пространстве между двумя мирами. Доктор Стрэндж пытается заполучить данную книгу, чтобы противостоять Ванде Максимофф, однако последняя в итоге уничтожает её и оставляет на постаменте. Перед уничтожением Стрэндж успевает увидеть в книге звезду, намекающую на силы Америки Чавес, в результате чего, во время битвы с Алой Ведьмой, Стрэндж убеждает Америку не бояться использовать свои силы.

### Камни Бесконечности
- Камень Разума, первоначально содержавшийся в скипетре Локи, а позже на лбу Вижена — Камень бесконечности, который контролировал аспект разума. Он даёт пользователю возможность контролировать разум, повышать интеллект и наделять существ разумом, а также проецировать энергетические взрывы. В 2015 году Тони Старк и Брюс Бэннер используют его для создания Альтрона, который позже соединяет Камень с Виженом. Воздействие Камня Разума также наделило Пьетро Максимоффа сверхскоростными способностями и значительно усилило врождённые магические способности Ванды. Её связь с Камнем также позволяет ей создавать симулякр Вижена и двух сыновей, Билли и Томми.

- Камень Силы, первоначально содержавшийся в Сфере, а позже в Косми-пруте Ронана — Камень бесконечности, который контролировал аспект силы. Он даёт пользователю сверхчеловеческую силу и выносливость, и он также способен одолеть Кэрол Дэнверс.

- Камень Реальности, изначально в форме Эфира — Камень бесконечности, который контролировал аспект реальности. Сначала он появляется в жидком состоянии и предоставляет пользователю возможность изменять реальность, создавать иллюзии, высасывать жизненную силу из смертных, нарушать законы физики и отражать любые угрозы, которые он обнаруживает.

- Камень Души, первоначально расположенный на планете Вормир — Камень бесконечности, который контролировал аспект души. Он даёт пользователю возможность манипулировать живыми душами, и он также содержит карманное измерение, называемое Миром душ. Уникально то, что у него есть страж, охраняющий его местоположение, Хранитель камня, который проводит тех, кто проходит ритуал, необходимый для его получения — обменивает душу на него через жертвоприношение.

- Камень Пространства, изначально содержавшийся в Тессеракте (основанном на Космическом кубе из Marvel Comics)[145] — Камень бесконечности, который контролировал аспект пространства. Он даёт пользователю возможность открывать червоточины и мгновенно перемещаться между местами. Камень пространства также может самостоятельно открывать червоточины и мгновенно перемещаться между местами, и им пользовались Иоганн Шмидт, Локи и Танос. Асгардцы использовали энергию, генерируемую Камнем, чтобы починить Биврёст, «Гидра» и «Щ.И.Т.» — чтобы усовершенствовать оружие, а Проект «Пегас» — чтобы разработать двигатели со скоростью света.

- Камень Времени, первоначально хранившийся в Глазу Агамотто (основанный на одноимённом предмете из Marvel Comics) — Камень бесконечности, который контролировал аспект времени. Его использовали Стивен Стрэндж, Древняя и Танос.

### Существа
- Абили́ск — межпространственное существо с щупальцами, которое питается анулаксными батареями, источником энергии Суверена. В 2014 году суверены нанимают Стражей Галактики, чтобы убить зверя, и существо погибает, когда Гамора использует свой меч Богоубийцу, чтобы разрезать его[146].
- Аллига́тор Ло́ки — рептильный вариант Локи, который принимает форму аллигатора[147]. Он был удалён Управлением временными изменениями (УВИ) и отправлен в Пустоту. Персонаж был включён в «Локи» «потому что он зелёный», по словам главного сценариста Майкла Уолдрона, и во время съёмок его дублёром была кукла аллигатора, чтобы актёры могли взаимодействовать с ним[148].

- Араго́рн (основанный на одноимённом существе из Marvel Comics) — крылатая лошадь Валькирии, которую она использует во время битвы за Землю[149][150].

- Фе́нрир (основанный на одноимённом существе из Marvel Comics) — большой домашний волк Хелы, которая воскрешает его с помощью Вечного пламени после своего освобождения из Хеля[151][152]. Она бросается Хеймдалла, готовясь сразиться с ним, но её атакует Халк, который в конечном итоге сбрасывает её с Асгарда в космос.

- Вели́кая Защи́тница — водный дракон, являющийся хранителем и защитником мистической деревни Та Ло из альтернативной реальности. Тысячу лет назад, Великая Защитница при поддержке жителей Та Ло, запечатывает Обитателя Тьмы за Тёмными вратами и спасает жителей Та Ло и мир людей от гибели. В 2024 году, Великая Защитница пробуждает Шан-Чи, вытаскивает его из воды и вступает в бой с приспешниками Обитателя Тьмы. Однако в результате действий Венву, Обитатель освобождается, убивает Венву и атакует Та Ло. Великая Защитница, Сялинь и Шан-Чи вступают в бой против Обитателя Тьмы, однако Обитатель захватывает Защитницу и начинает выкачивать из неё душу. Кэти выпускает стрелу в Обитателя и спасает Защитницу. После этого, Шан-Чи, при поддержке Великой Защитницы разрывает Обитателя Тьмы при помощи десяти колец. В дальнейшем, Великая Защитница остаётся хранителем деревни Та Ло.

- Гуся основана на персонаже Чуи из Marvel Comics. Она — Флеркен и домашнее животное Мар-Велл, когда она была на Земле. В 1990-х годах Ник Фьюри приютил её. Она способна выпускать длинные щупальца изо рта и хранить предметы в желудке, даже Тессеракт. Гуся путешествует с Кэрол Дэнверс и Фьюри в космос, а также способна одолеть относительно крупных противников, как было показано, когда она в одиночку уничтожила отряд солдат Крии. После победы на Йон-Роггом Гуся жила у Фьюри. Затем некоторое время жила у Марии Рамбо, а после её смерти в 2020 году поселилась на космическом корабле у Кэрол Дэнверс. Во время противостояния Дар-Бенн отложила яйца на космической станции С.А.Б.Л.Я., из которых вылупились её дети. Отмечается, что Флеркены способны жить дольше, чем обычные кошки. Впервые она появляется в фильме «Капитан Марвел».

- Ивуа — инопланетянин-метаморф, способный принимать облик любого существа. Впервые появляется в третьем эпизоде первого сезона мультсериала «Я есть Грут», где копирует внешность главного героя. В конце эпизода Грут выбрасывает Ивуа в открытый космос.

- Мо́ррис (голос — Ди Брэдли Бейкер[153]) — шестиногий безликий хуньдунь Тревора Слэттери, арестованного организацией «Десять колец» за фальсификацию личности Венву. Будучи в темнице, Тревор познакомился с хуньдунем и научился с ним разговаривать. Позднее, Моррис, вместе с Тревором, Шан-Чи, Сялинь и Кэти сбегают с базы «Десяти колец» и с помощью Морриса, команда попадает в родную деревню Морриса — Та Ло[154]. Затем, во время битвы с приспешниками Обитателя Тьмы, Моррис притворяется мёртвым по примеру Тревора.

- Обита́тель Тьмы — сверхъестественное демоническое существо, обладающее способностью поглощения душ живых существ. Тысячу лет назад, Обитатель Тьмы атакует бывшие крупнейшие мегаполисы деревни Та Ло, поглощая души живых существ, становясь сильнее. В это же время, Великая Защитница при поддержке жителей Та Ло запечатывает Обитателя и его приспешников за Тёмными вратами, спасая жителей Та Ло и мир людей от гибели. В 2024 году, Обитатель Тьмы начинает влиять на разум Венву, заставляя того слышать голос своей умершей жены, чтобы заставить Венву освободить Обитателя с помощью своих десяти колец. Впоследствии, Венву разрушает Тёмные Врата и освобождает Обитателя. Освободившись, Обитатель выкачивает душу из Венву, убивая его. Великая Защитница атакует Обитателя, однако Обитатель захватывает Защитницу и начинает выкачивать из неё душу. Кэти выпускает стрелу и попадает Обитателю стрелой в горло и спасает Защитницу. После этого, Великая Защитница, Шан-Чи и Сялинь атакуют Обитателя и Шан-Чи, при поддержке Великой Защитницы, помещает кольца отца внутрь Обитателя, раскручивает их и финальным броском разрывает Обитателя на куски при помощи колец.

- А́лиот (основанный на одноимённом существе из Marvel Comics) — похожая на облако сущность, поглощающая материю, которая обитает в Пустоте и охраняет Цитадель в конце времён. Он был обуздан и вооружён «Тем, кто остаётся» во время войны мультивселенной в 31 веке, который использовал его, чтобы закончить войну, прежде чем создать Управление временными изменениями (УВИ)[155].

- Э́нтони, первоначально под кодовым именем #247 — муравей-древоточец, которого Хэнк Пим использовал, чтобы следить за Скоттом Лэнгом. В конце концов Лэнг подружился с муравьём, используя его для полётов, но Даррен Кросс убил его[156]. По словам Деборы Гордон, биолога из Стэнфордского университета, изображение Энтони (которая является самкой) в «Человеке-муравье» неточно, так как муравьиная матка летает только тогда, когда они собираются размножаться[157].

### Магия
- Асгардская магия — вид магии, который практикуют асгардские колдуны, такие как Локи, Фригга, Сильвия, Один и Хеймдалл. Эта форма магии имеет много цветов, магия Локи и Сильвии ярко-зелёная, а магия Тора основана на молнии.

- Магия хаоса — чрезвычайно мощная и редкая форма магии, которая даёт пользователю возможность изменять реальность, которой владеет Ванда Максимофф, тем самым превращая её в Алую ведьму, существо, которое когда-то считалось мифическим. Основной цвет этой формы магии — красный, смешанный с белыми и чёрными оттенками.

- Тёмная магия — разновидность магии, которую практикуют Агата Харкнесс, Кецилий и его зилоты, Древняя, Один и Хеймдалл. Цвет этой формы магии либо красный, либо фиолетовый.

- Магия Элдрича[158] — вид магии, который практикуют мастера мистических искусств на Земле (в том числе Стивен Стрэндж, Вонг, Карл Мордо, Кецилий, Древняя и Джонатан Пэнгборн), а также другие существа во Вселенной, такие как колдун Опустошителей Кругарр. Это магия, основанная на свете, которая производит искры и огненную энергию жёлтого или оранжевого цвета, излучающую свет и тепло. Визуальные эффекты для различных магических элементов в «Докторе Стрэндже» (включая мандалы, руны, хлысты, стебли, кувшинки и порталы) были предоставлены различными компаниями по визуальным эффектам, включая Industrial Light & Magic (ILM), Method Studios, Framestore, Lola VFX, Luma Pictures, Rise FX, Crafty Apes и SPOV[143][159].

### Искусственный разум
- Э.Д.И.Т. (голос — Дон Мишель Кинг), что означает «Экстра Долговечные Идеи Тони»[a] — усовершенствованный искусственный интеллект дополненной реальности с многочисленными возможностями безопасности, обороны и тактики, созданный Тони Старком и встроенный в его солнцезащитные очки. После его смерти солнцезащитные очки были переданы Питеру Паркеру, что дало ему доступ к ИИ, а также большому арсеналу ракет и беспилотных летательных аппаратов «Stark Industries».

- П.Я.Т.Н.И.Ц.А. (голос — Керри Кондон; основанный на одноимённом предмете из Marvel Comics) — пользовательский интерфейс на естественном языке, созданный Тони Старком для управления своей бронёй. Она служила заменой Д.Ж.А.Р.В.И.С.у после того, как она, казалось бы, была уничтожена Альтроном.

- Гриот (голос — Тревор Ноа)[160][161] — искусственный интеллект Шури. Название «Гриот» — это западноафриканский термин, обозначающий историка или рассказчика[162].

- Д.Ж.А.Р.В.И.С. (голос — Пол Беттани) — сложная матрица искусственного интеллекта, созданная Тони Старком, которая была названа в честь дворецкого его отца Эдвина Джарвиса. Он использовался Старком для управления его технологией, его особняком, Башней Мстителей и его компанией[163]. В то время как он в конечном итоге был уничтожен Альтроном, его оперативная матрица позже была загружена Старком и Брюсом Бэннером в новое тело, став Виженом[164]. Согласно новеллизации фильма, аббревиатура означает Просто Вполне Очень Умная Система[b][165]. Д.Ж.А.Р.В.И.С. был оригинальным творением Майка Фергуса, Хоука Остби, Арта Маркама и Мэтта Холлоуэя, основанным на вымышленном дворецком Эдвине Джарвисе авторов Стэна Ли и Джека Кирби, который также появляется в сериале «Агент Картер»[166] и фильме «Мстители: Финал». Персонаж был впервые представлен в фильме «Железный человек»[163]. Позже Д.Ж.А.Р.В.И.С. выступает в роли голоса в костюме Тони. Он уничтожается Альтроном, но его операционная матрица позже загружается в новое тело, становясь Виженом[167].

- Карен (голос — Дженнифер Коннелли) — это имя, данное Питером Паркером для пользовательского интерфейса на естественном языке, созданного Тони Старком, который был встроен в его второй костюм Человека-паука[168]. Будучи изначально скрытой до тех пор, пока Паркер не завершит протокол «Ходунки», Карен в конечном итоге была разблокирована Недом Лидсом после того, как он взломал костюм и получил доступ к ИИ. В 2024 году, после нападений Мистерио в Европе, Карен, предположительно, была уничтожена вместе со вторым костюмом Человека-паука.

- Мейнфрейм (голос — Майли Сайрус и Тара Стронг, основана на одноимённом персонаже Marvel Comics) — искусственный интеллект и лидер клана Опустошителей «Мейнфрейм», а также член команды Стакара Огорда.

- Мисс Минуты (голос — Тара Стронг)[169] — мультяшный талисман Управления временными изменениями (УВИ), который принимает облик женских антропоморфных часов с южным акцентом[170][171]. Её дизайн был вдохновлён котом Феликсом, а также другими персонажами мультфильмов начала 20 века, причём режиссёр Кейт Херрон назвала Мисс Минуты «персонажем типа Кролика Роджера»[172]. Её вступительное видео из эпизода «Славная миссия» также было вдохновлено Мистером ДНК из «Парка юрского периода»[173]. После выпуска плаката с изображением Мисс Минут в ожидании сериала Disney+ «Локи» многие обозреватели полагали, что персонаж будет особенно популярен среди зрителей, проводя сравнения с Малышом Йодой[174][175].

- Высший Разум (актриса — Аннетт Бенинг; основан на одноимённом персонаже из Marvel Comics) — искусственный интеллект, который является правителем Крии[176][177]. Высший Разум принимает физическую форму человека, которого больше всего уважает тот, кто с ним разговаривает. Для Верс он принимает форму доктора Венди Лоусон, хотя Верс изначально не знала, кто такая Лоусон из-за своей амнезии[178]. Верс разговаривает с Высшим Разумом незадолго до миссии по извлечению тайного агента Крии, где он рекомендует держать её эмоции под контролем. В удалённой сцене Высший Разум принял форму Йон-Рогга, когда ругал Йон-Рогга за то, что случилось с Мар-Велл. Когда Йон-Рогг заявляет о том, что имеет дело с Дэнверс, Высший Разум сообщает Йон-Роггу, чтобы он привёл Дэнверс живой, чтобы он мог решить проблему[179]. В 1995 году Высший Разум приказал Верс отправиться на планету Торфа, чтобы извлечь тайного агента Крии, но миссия провалилась, и Верс была захвачен Скруллами. После того, как Верс восстановила свои воспоминания и узнала о своей истинной личности (Кэрол Дэнверс), она сражалась с Высшим Разумом, прежде чем победить «Звёздную силу». Она также отключает имплантат, который ограничивает её способности. Победив Йон-Рогга, Дэнверс отправляет его обратно на Халу, чтобы передать предупреждение Высшему Разуму. Позже сама прилетает на Халу и уничтожает Высший Разум, чем вызывает катастрофу на планете.

### Элементы
- Новый элемент Тони Старка — новый элемент, который обнаружил Тони Старк[180], завершив работу своего отца Говарда Старка. Он использовал его, чтобы заменить палладий в своём Дуговом реакторе, который отравлял его.

- Уру (основанный на одноимённом элементе из Marvel Comics) — металл, используемый Гномами для изготовления оружия Мьёльнир и Громсекира, а также Перчатки бесконечности. Он обладает магическими свойствами и может проводить молнии. Металл выкован в печах Нидавеллира, поскольку он настолько силён, что расплавить его может только жар умирающей звезды.

- Вибраниум (основанный на одноимённом элементе из Marvel Comics) — металл, используемый для создания щита Капитана Америки, костюма Чёрной пантеры, Вижена, костюма Капитана Америки Сэма Уилсона и кибернетической руки Белого Волка. Он образовался в результате столкновения метеорита с Землёй и считается самым прочным металлом в мире. Он прочнее и в три раза легче стали, а также полностью поглощает вибрацию[181]. Вакандцы первоначально скрывали его в течение многих лет, и, таким образом, он стал редким и чрезвычайно дорогим, что позволило контрабандистам вибраниума, таким как Улисс Кло, заработать миллиарды долларов. Также показано, что вибраниум пуленепробиваем для большинства пуль большого калибра[181]. Он также поглощает кинетическую энергию и может отражать высокоэнергетические взрывы, такие как от брони Железного человека или Мьёльнира[182]. Его основным источником является гора Башенга в Ваканде.

### Проекты и протоколы
- Програ́мма «Зи́мний солда́т» — сверхсекретная программа «Гидры», начатая нацистским учёным доктором Арнимом Золой в 1940-х годах. Учёный брал солдат, промывал им мозги и усиливал их с помощью сыворотки суперсолдата, превращая их в смертоносных убийц, известных как «Зимние солдаты», которых держали в криостазе, пока они не выполняли миссию. У каждого солдата был набор кодовых слов, записанных в Книге Зимнего солдата, которые, при прочтении, активировали в голове солдата программу «Зимний солдат», делая солдата полностью подконтрольным этому человеку. Зимние солдаты, за исключением Баки Барнса, позже были убиты Гельмутом Земо. Самому же Барнсу программу из головы удаляет Шури в Ваканде.

- Инициати́ва «Мсти́тели», первоначально известная как Инициати́ва «Защи́тники» — инициатива по сбору группы супергероев из разных слоёв общества, описываемой как «группа необыкновенных людей», в Мстителей, чтобы защитить Землю от различных угроз и «стать чем-то большим». Она была инициирована Ником Фьюри в 1995-м году и была переименован в честь позывного Кэрол Дэнверс «Мститель». Однако члены не были набраны до 2010 года. Фьюри направляет Наташу Романофф, чтобы оценить пригодность Тони Старка для этой инициативы, хотя Старк изначально был отклонён и использовался только в качестве консультанта. Фьюри также вербует таких людей, как Стив Роджерс, Брюс Бэннер и двух агентов «Щ.И.Т.» — Клинта Бартона и Наташу Романофф.

- Кра́сная ко́мната (основанная на одноимённой программе из Marvel Comics), также известная как Програ́мма «Чёрная вдова́» — сверхсекретная советская (а затем российская) учебная программа, заключающаяся в превращении молодых женщин в элитных убийц — «Чёрных вдов». Во время пребывания там Наташи Романофф ею руководила женщина по имени «Мадам Б.». Выпускниками программы были Наташа Романофф, Елена Белова и Мелина Востокофф / Чёрная вдова.

- Прое́кт «Перерожде́ние» (основанный на Оружии I из Marvel Comics), также известный как Програ́мма «Су́персолда́т» — результат сотрудничества американских, британских и немецких учёных во главе с доктором Абрахамом Эрскином под руководством Пегги Картер, Говарда Старка и Честера Филлипса. Цель состояла в том, чтобы довести человека до совершенства. Первое успешное испытание привело к созданию Капитана Америки за счёт усиления болезненного молодого человека Стива Роджерса. Проект был заброшен после убийства Эрскина «Гидрой», оставив Роджерса единственным суперсолдатом. Усилия по воссозданию формул были протестированы на чернокожих солдатах, причём Исайя Брэдли оказался единственным выжившим из-за того, что другие тела отвергли лечение. Дальнейшие усилия по воссозданию сыворотки из старых запасов «Оружия Плюс», заменяя Вита-лучи гамма-лучами, привели к появлению Халка (Брюс Бэннер).

- Прое́кт «Пега́с» (основанный на одноимённом проекте Marvel Comics) — совместный проект «Щ.И.Т.», НАСА и ВВС США по изучению Тессеракта[183]. Был возобновлён Советом мировой безопасности после нападения инопланетян в Пуэнте-Антигуо, Нью-Мексико, пока не был прекращён после того, как Тор забирает Тессеракт обратно в Асгард после битвы за Нью-Йорк.

- Прое́кт «Озаре́ние» — секретная операция «Щ.И.Т.», которая была начата как прямой ответ на битву за Нью-Йорк. В нём участвовали три усовершенствованных хеликэриэра, которые должны были патрулировать Землю, используя алгоритм оценки поведения людей для обнаружения возможных будущих угроз и используя оружие со спутниковым наведением для устранения этих людей. Проект возглавлял Александр Пирс, который, в тайне от Фьюри, был кротом «Гидры», который намеревался использовать «Озарение» как средство устранения людей, которые представляли угрозу для «Гидры», таких как Мэттью Эллис, Стивен Стрэндж (на тот момент ещё хирург) и Мария Хилл. В конце концов проект был закрыт.

- Програ́мма «Альтро́н» — попытка Тони Старка и Брюса Бэннера создать искусственный интеллект «Альтрон» как средство защиты мира от входящих внеземных угроз, таких как Читаури, которые, как опасался Старк, вернутся, с помощью костюмов с силовой бронёй. Программа, однако, потерпела неудачу, и программа стала разумной благодаря Камню Разума. Это привело к созданию геноцидального андроида Альтрона, который устремляется уничтожить человеческую жизнь. Позже Старк противостоял Роджерсу по поводу того, что он не поддержал план из-за опасений Роджерса об усилении слежки после того, как Танос уничтожил половину Вселенной.

- Заковиа́нский догово́р (основанный на Актах регистрации из Marvel Comics) — группа законодательных документов, ратифицированных Организацией Объединённых Наций при поддержке 117 стран после битвы при Заковии. Они устанавливают надзор ООН за Мстителями. Договор поддержали Тони Старк, Джеймс Роудс, Вижн, Т’Чалла и первоначально Наташа Романофф, и им противостоят в первую очередь Стив Роджерс и Сэм Уилсон, что вызывает раскол среди Мстителей.

- Опера́ция «Хро́ноналёт» — операция, разработанная командой «Мстители» и заключающаяся в изъятии альтернативных версий Камней Бесконечности из альтернативных временных линий определённого временного промежутка с целью отмены действий безумного титана Таноса. Операция проходит успешно, однако в процессе изъятия Камня Души погибает Наташа Романофф.

- Прое́кт «Катара́кта» — проект, проведённый организацией «М.Е.Ч.» с целью реактивации Вижна как «разумного оружия» после его гибели от рук Таноса во время битвы в Ваканде. По приказу исполняющего обязанности директора Тайлера Хейворда, «М.Е.Ч.» забирает тело Вижена после битвы в Ваканде и разбирает его, с целью его восстановления. Несмотря на первоначальную неудачу, «М.Е.Ч.» использует энергию, собранную от Ванды Максимофф на дроне «Stark Industries», успешно активируя Вижна, в процессе чего его тело белеет, однако не утрачивает своих способностей.

### Вещества
- Сердцеви́дная трава́ — растение Ваканды, обогащённое за счёт воздействия вибраниума, придающего ему сияющий фиолетовый цвет. Поглощается на церемонии новой Чёрной пантерой, наделяя его высшими человеческими способностями аналогично Сыворотке суперсолдата. Также позволяет общаться с умершими на Плане Предков при приёме внутрь. Став королём Ваканды, Н’Джадака / Киллмонгер проглатывает её и приказывает сжечь остальные запасы. Одну из них извлекает Накия, которая использует её для исцеления Т’Чаллы, позволяя ему вернуться и одолеть Н’Джадаку.

- Части́цы Пи́ма (основанные на одноимённом элементе из Marvel Comics) — субатомные частицы дополнительного измерения, способные уменьшать или увеличивать расстояния между атомами, позволяя пользователю уменьшаться или расти. Они появляются в виде жидкости, содержащейся в небольших флаконах. Они выглядят красными, когда используются для уменьшения, и синими, когда используются для роста. Частицы также приводят в действие «Диски Пима», оружие, хранящееся на поясе костюма Человека-муравья, которое при запуске в цель уменьшает или увеличивает её. Используются для облегчения путешествий во времени через Квантовый мир во время операции «Хрононалёт». Позже Капитан Америка крадёт четыре флакона из лаборатории Хэнка Пима 1970 года, чтобы вернуться в настоящее и завершить миссию.

- Сы́воротка су́персолда́та (основанная на одноимённом предмете из Marvel Comics) — сыворотка, используемая для повышения уровня человеческого совершенства. Первоначально она была разработан доктором Абрахамом Эрскином и была введена Иоганну Шмидту (что усилило его способности, но деформировало его лицо) и Стиву Роджерсу (превратив его в Капитана Америку). После смерти Эрксина было создано множество других версий сыворотки с разной степенью успеха. «Гидра» использовала версию сыворотки, чтобы превратить Баки Барнса в Зимнего солдата, а позже использовала варианты сыворотки, взятой у Говарда Старка после его убийства, чтобы усилить и других убийц, но программа потерпела неудачу и её пришлось закрыть. Ещё одна сыворотка была дана Исайе Брэдли правительством США во время Холодной войны, что позволило ему противостоять Зимнему солдату и победить его в бою, в то время как Брюс Бэннер пытался воспроизвести сыворотку, используя гамма-излучение в качестве замены вита-излучения, превратив его в Халка. Тем временем более успешная версия сыворотки была передана Эмилю Блонски правительством США, в то время как доктор Уилфред Нейгел успешно воспроизвёл сыворотку и передал её Торговцу силой, пока её не украли Карли Моргенто и Разрушители флагов. Позже Гельмут Земо уничтожает все флаконы, кроме одного, который забирает Джон Уокер.

- Ви́та-излуче́ние — разновидность электромагнитного излучения, обладающего стабилизирующими свойствами. Для этой цели оно было использовано для активации свойств Сыворотки суперсолдата у Стива Роджерса с помощью Камеры вита-излучения в форме вита-лучей. Как и оригинальная формула сыворотки, формула вита-лучей была утеряна, когда был убит доктор Абрахам Эрскин. Попытки воссоздать формулу без лучей в основном приводили к катастрофе — лицо Иоганна Шмидта было обезображено, в результате чего он превратился в Красный Череп; в то время как попытки Брюса Бэннера заменить вита-излучение гамма-излучением привели к тому, что он превратился в Халка.

- Урожа́й — сыворотка, содержащая в себе образцы ДНК героев Земли, собранных Гравиком после битвы за Землю[c]. Данная сыворотка, согласно анализу Гравика содержит в себе образцы ДНК Эйвы Старр / Призрака, Стива Роджерса, Таноса, Кэрол Дэнверс, Эбенового Зоба, Кулла Обсидиана, Корвуса Глэйва, Дракса, Мантис, Гаморы, Грута, Т’Чаллы / Чёрной пантеры, Эмиля Блонски / Мерзости, Брюса Бэннера / Халка, ледяного великана и прочих героев и злодеев. Данная сыворотка позволяет имитировать силы и способности перечисленных персонажей. Впервые, данная сыворотка появляется в сериале «Секретное вторжение» (2023). Данная сыворотка была создана из образцов, собранных Гравиком и его людьми после битвы за Землю. В эпизоде «Home», скрулл Гравик и дочь Талоса — Г’айа впервые используют сыворотку на себе, превращаясь в суперскруллов. Используя способности героев и злодеев, Гравик и Г’айа сражаются на равных. С помощью способностей Кэрол Дэнверс и Мантис, Г’айа убивает Гравика, сохраняя собственные способности.

### Технологии
- Дугово́й реа́ктор — источник энергии, первоначально разработанный Говардом Старком и Антоном Ванко, а позже независимо построенный их сыновьями Тони и Иваном Ванко. Изначально он был разработан как часть попытки воспроизвести энергию Тессеракта, основанной на изучении объекта Говардом. Тони Старк в конечном итоге строит две версии — большой промышленный реактор для питания своих машин в штаб-квартире «Stark Industries» и миниатюрную версию, встроенную в его грудь, чтобы питать свою броню и предотвращать попадание шрапнели в сердце. В первой миниатюрной версии использовался палладиевый сердечник, хотя позже он синтезировал новый элемент, когда палладий начал отравлять его. Он продолжает разрабатывать реактор на протяжении многих лет (даже после того, как шрапнель была удалена из его тела), а окончательная версия содержит наноботов, из которых состоит его костюм. Иван Ванко и Джеймс Роудс также используют версии дуговых реакторов в своих костюмах. В 2024 году реактор используется Питером Паркером для создания устройств по излечиванию злодеев Человека-паука из альтернативных реальностей. Некоторое время спустя Макс Диллон, под влиянием речи Зелёного гоблина, захватывает реактор и использует его в качестве подпитки для своих сил. Он направляет его против Паркера и его альтернативных версий. Однако позже Отто Октавиус изымает у Макса реактор и обесточивает Диллона. После этого Октавиус забирает реактор с собой, считая его лучшей версией своего реактора.

- Манипуля́торы О́тто Окта́виуса («щу́пальца») — четыре механизированных смарт-манипулятора, созданные доктором Отто Октавиусом для стабилизации эксперимента по проведению управляемого термоядерного синтеза для получения нескончаемого источника энергии. Манипуляторы имеют искусственный интеллект, однако его воздействие на Октавиуса подавляет чип-ингибитор, предохраняющий мозг Октавиуса от команд искусственного интеллекта, находящийся на затылке доктора. В 2004 году Октавиус намертво присоединяет манипуляторы к своему телу и активирует их. Эксперимент Октавиуса выходит из под контроля и его поражает мощный удар электрического тока, в результате чип-ингибитор уничтожается, после чего манипуляторы начинают влиять на доктора и в конечном итоге захватывают его разум, навязывая ему мысль о проведении эксперимента любой ценой. Высокая температура или магнитные поля не воздействуют на манипуляторы. Они также имеют множество функций для работы в опасных и миниатюрных условиях, в том числе маленькие части манипуляторов и камерный объектив. В дальнейшем Октавиус использует манипуляторы в качестве основного оружия для достижения своих целей. После битвы с Питером Паркером Октавиус берёт манипуляторы под контроль и уничтожает свою установку, однако в результате этого он тонет и манипуляторы отключаются[d]. В неизвестный период времени, Октавиус попадает в альтернативную реальность 2024 года за несколько минут до своей героической гибели из-за испорченного заклинания Доктора Стивена Стрэнджа, и, не найдя установку нападает на Питера Паркера этого мира[e]. На основе наночастиц, Питер захватывает контроль над манипуляторами доктора. Позже, на основе технологий Тони Старка, Питер создаёт новый чип для управления манипуляторами и закрепляет его на затылке Октавиуса на место старого чипа, в результате чего доктор навсегда берёт контроль над манипуляторами. Чуть позже, во время битвы на Статуе Свободы, Октавиус с помощью щупалец нейтрализует Макса Диллона, и пытается остановить Зелёного гоблина, однако тот отрубает один из манипуляторов Октавиуса с помощью своего глайдера и улетает. После битвы Доктор Стрэндж возвращает Октавиуса с взятыми под контроль манипуляторами в его реальность[f].

- Храни́тели вре́мени — это три биосинтетических андроида, созданных «Тем, кто остаётся» для исполнения роли тех, кто «создал» организацию «Управлением временными изменениями» (УВИ) и «Священную линию времени», а также для мнимого управления УВИ и поддержания тайны личности создателя. В УВИ они считаются высшими существами, предотвратившими войну Мультивселенной, а также о том, что Хранители времени являются андроидами никто не знает. Это раскрывается только тогда, когда Сильвия, не желая вести с ними диалог, обезглавливает одного из них. После этого, Хранители времени перестают быть активными, и правда о том, что они являются андроидами и не создавали ни УВИ, ни «Священную линию времени» распространяется по УВИ. После открытия Сильвией Мультивселенной, попавший в альтернативную версию УВИ Локи замечает, что Хранителей времени заменяет альтернативная версия «Того, кто остаётся».

- Мента́льно-Органи́ческая Ре́тро-Гра́мма (М.О.Р.Г.) — голографическая технология, созданная Квентином Беком, специалистом по голографическим иллюзиям «Stark Industries». Однако, несмотря на заявления Бека о том, что он может «изменить мир», Старк отказался использовать его для чего-либо, кроме терапии, несмотря на то, что его разработка обошлась в $611 000 000. Он также дал технологии её нарочито юмористическое название, унижая и вызывая отвращение у Бека. После того, как его уволили за неуравновешенный характер, Бек продолжил развивать технологию, используя дроны, оснащённые проекторами, для создания больших монстров, известных как Элементалы, которых он затем «побеждает». Он также получает контроль над «Э.Д.И.Т.», что позволяет ему создавать ещё более сложные иллюзии с помощью спутников Старка.

- Дуби́на — автоматизированная гидравлическая рука Тони Старка. Построенная молодым Старком в гараже его отца Говарда, она действует как его помощник в мастерской и часто «передаёт» ему вещи, например, приносит его дуговой реактор, когда Старк не смог добраться до него из-за того, что его предыдущий был украден Обадайей Стейном. Однако Дубина также часто раздражала Старка[184].

- Бу́сины Кимо́йо — передовая технология, разработанная Шури и используемая в Ваканде. Предназначены для широкого спектра целей в соответствии с потребностями пользователя, таких как депрограммирование Баки Барнса.

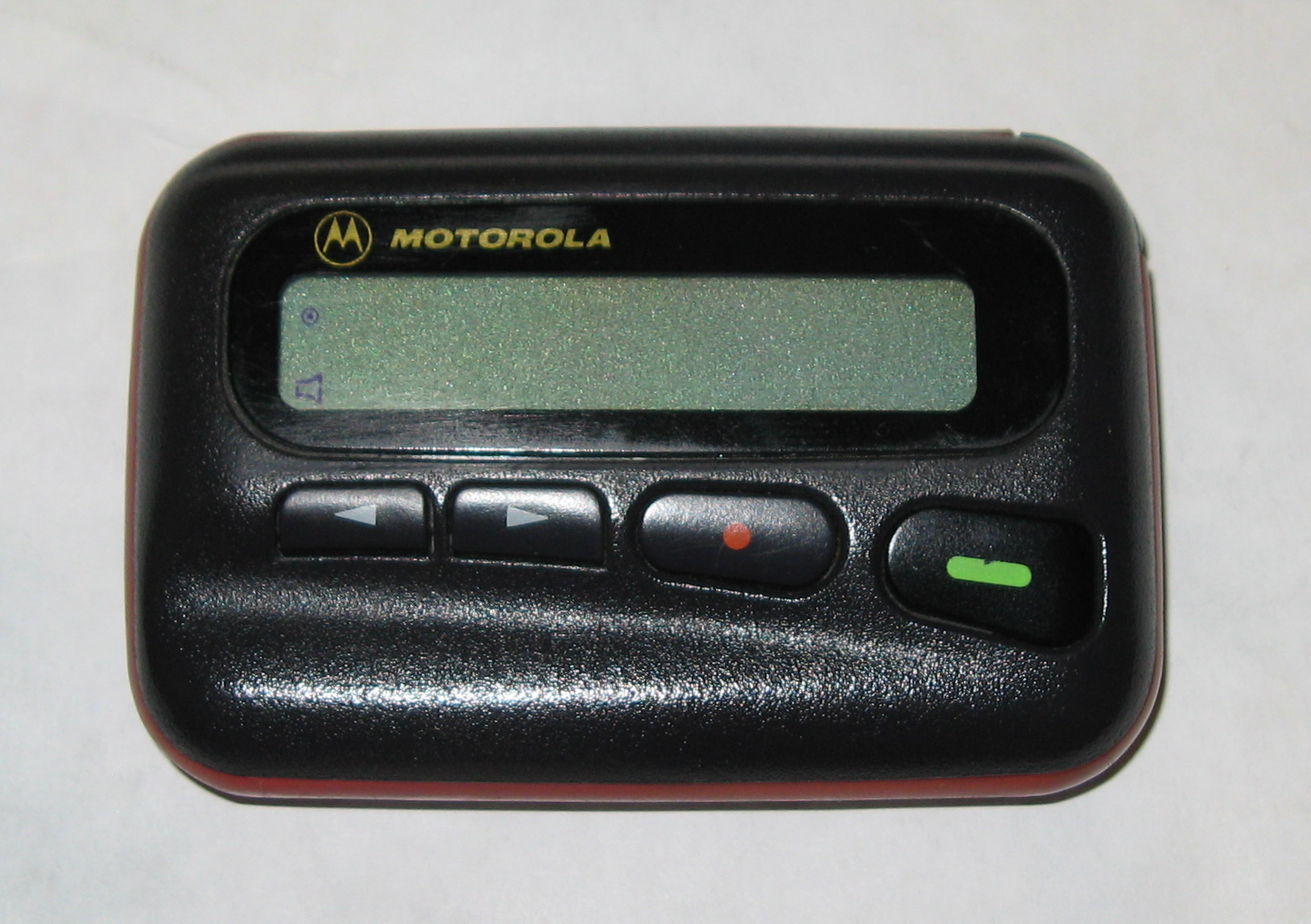
Пейджер Motorola LX2

- Пе́йджер Ни́ка Фью́ри — пейджер, принадлежащий Нику Фьюри, который был обновлён Кэрол Дэнверс перед тем, как она покинула Землю. С новыми усовершенствованиями он теперь мог связаться с ней, где бы она ни находилась в галактике, хотя он должен был использовать его только в случае безвыходной ситуации. Ник Фьюри активирует его впервые за много лет во время Скачка, побуждая Дэнверс вернуться на Землю и встретиться с выжившими Мстителями.

- Ква́нтовый тунне́ль — межпространственный проход, разработанный Хэнком Пимом, Биллом Фостером и Элайасом Старром для перемещения людей в Квантовый мир и обратно. Со временем было создано шесть версий туннеля: первая версия была построена Пимом, Фостером и Старром, но была разрушено взрывом; вторая версия туннеля была использована Пимом и Хоуп ван Дайн для спасения Джанет ван Дайн из Квантового мира; третья версия была помещена в фургон Луиса и использовалась для отправки Скотта Лэнга в Квантовый мир, чтобы получить квантовую энергию для исцеления Эйвы Старр; четвёртый туннель был использован Мстителями для путешествия во времени, чтобы собрать шесть Камней Бесконечности в альтернативных временных линиях; пятый был создан вскоре после Битвы за Землю Брюсом Бэннером, чтобы отправить Стива Роджерса назад во времени, чтобы вернуть Камни бесконечности и Мьёльнир обратно в соответствующие временные линии; и шестой туннель использовался Лео Фитцем, Джеммой Симмонс и Иноком для путешествий по разным временным линиям.

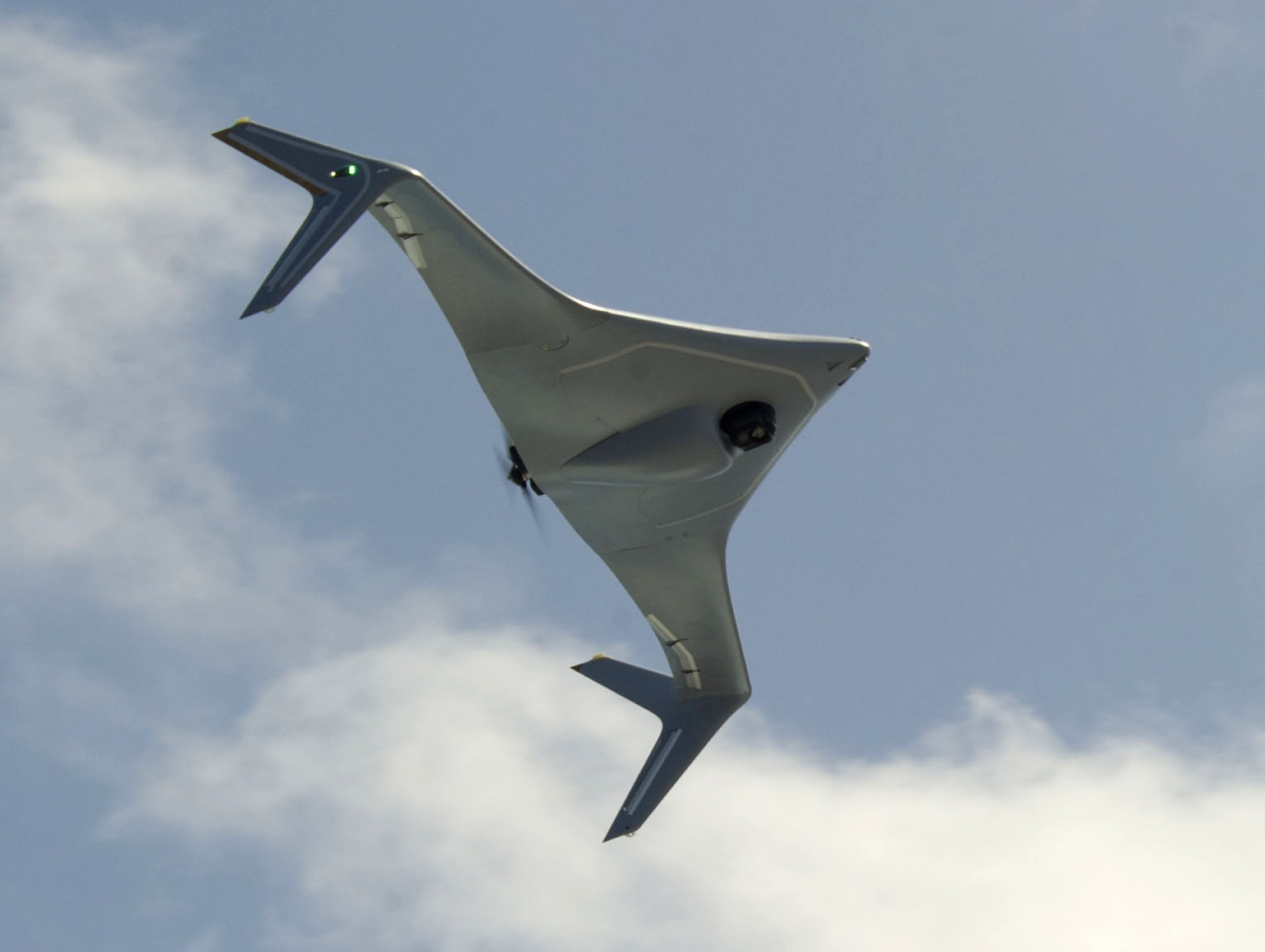
Northrop Grumman Bat, типичный вооружённый разведывательный беспилотник.

- Ре́двинг (основанный на одноимённом животном из Marvel Comics), официально обозначенный как Stark Drone MK82 922 V 80Z V2 Prototype Unit V6[185] — высокотехнологичный беспилотный летательный аппарат, используемый в бою и разведке Сэмом Уилсоном во время его миссий в качестве Сокола, а затем в качестве Капитана Америки. Он первоначально был разработан компанией «Stark Industries» после того, как Уилсон присоединился к Мстителям, и он стал оснащать его костюмом Сокол EXO-7. В 2023 году Уилсон приобрёл новую версию беспилотника вместе с новым боевым костюмом. Компаньон Уилсона Баки Барнс выражает неприязнь к этому устройству. Эта версия уничтожена Разрушителями флагов примерно через шесть месяцев. Позже Уилсон использует новую версию вместе со своей формой Капитана Америки, разработанной в Ваканде.

- Регенера́тор — медицинское оборудование, созданное доктором Хелен Чо, которое способно заживлять серьёзные травмы путём пересадки на них искусственных тканей. Это лечение успешно спасает жизнь Клинта Бартона. Позже Альтрон промывает мозги доктору Чо, используя скипетр Локи, чтобы привить ткань к Камню Разума и вибраниуму, чтобы создать для себя новое тело. Мстители вмешиваются, и с помощью Тора пробуждается новое тело, получившее название «Вижен».

- Тэмпа́д — устройства, используемые организацией «Управление временными изменениями» (УВИ) для перемещения во времени и пространстве. Их интерфейс был вдохновлён видеоиграми SNES и Game Boy, причём режиссёр «Локи» Кейт Херрон описала их как «самое близкое к нашим телефонам», что есть у УВИ[186].

- Очки́ То́ни Ста́рка — пара технологически продвинутых солнцезащитных очков, созданных Тони Старком. Они способны поляризовывать и содержать его искусственный интеллект «П.Я.Т.Н.И.Ц.А.». После его смерти, П.Я.Т.Н.И.Ц.А. заменяется на «Э.Д.И.Т.», переходя в руки Питера Паркера. Паркер передаёт их Квентину Беку, который использует их, чтобы лучше контролировать свои иллюзии.

- Универса́льная нейро́нная телепортацио́нная сеть[187] — универсальная система для космических путешествий. Система позволяет космическим кораблям перемещаться через червоточины шестиугольной формы, известные как точки прыжка, чтобы «прыгать» между планетарными системами. По словам Йонду, млекопитающим вредно делать более пятидесяти скачков за раз, что приведёт к сильному дискомфорту и временному обезображиванию тех, кто находится на борту.

- Две́ри вре́мени — межпространственные порталы, используемые Управлением временными изменениями (УВИ) для перемещения между альтернативными временными линиями, чтобы сохранить Священную линию времени. Они также могут привести к Клеткам времени, где заключённые навсегда застревают во временных петлях.

### Другое

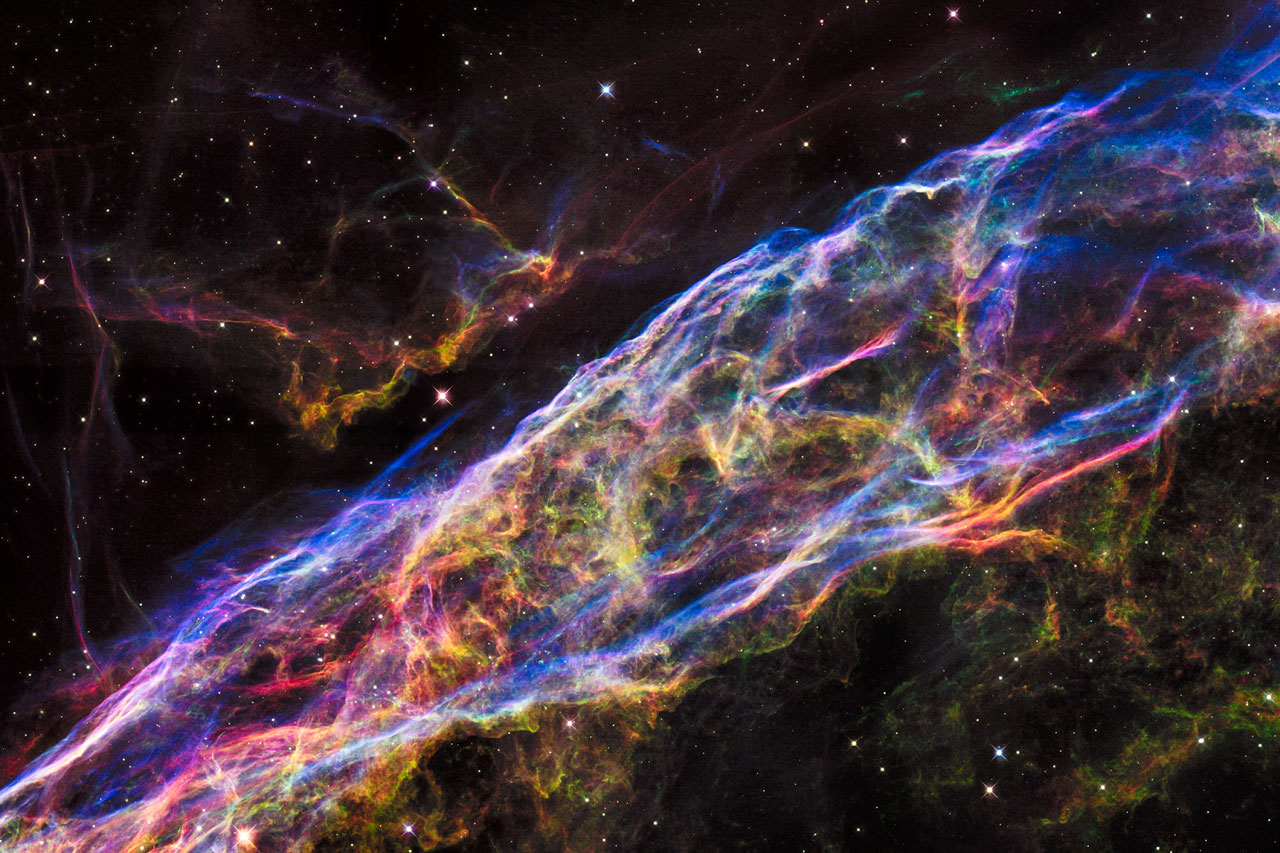
Фотография Хаббла послужила вдохновением для визуальных эффектов Биврёста.

- Мост Биврёст (основанный на одноимённом месте из скандинавской мифологии), часто просто называемый Биврёстом — энергия, которая позволяет почти мгновенно перемещаться через червоточину, используемую в основном для путешествий в пределах Девяти миров. Он использовался асгардцами, которые использовали энергию с помощью Радужного моста, который соединялся с Химинбьёргом, генератором Биврёста. Локи намеревался использовать его, чтобы уничтожить Йотунхейм, доказывая, что он достоин трона Один, но его планы рушатся после того, как Тор разрушает Радужный мост. Мост позже отремонтирован с помощью Тессеракта, но он снова разрушается во время Рагнарёка. Энергия также может быть получена с помощью тёмной магии и Громсекиры. Визуальные эффекты Биврёста в «Торе» были вдохновлены фотографией Хаббла, а также другими изображениями глубокого космоса[69], и они были созданы компаниями BUF Compagnie и Fuel VFX[188][189].

- Битва чемпионов (основанная на одноимённой сюжетной линии из Marvel Comics) — турнир гладиаторов, проводимый на Сакааре Грандмастером. На его башне представлены скульптурные изображения голов бывших чемпионов, которые напоминают Лешего, Ареса, Би-зверя, Дарк-Краулера, Фин Фан Фума и Бета Рэй Билла из комиксов в дополнение к Халку[190][191]. Среди других гладиаторов были Тор, Корг и Мик. Локи тоже приземляется на планете, но ему удаётся расположить к себе Грандмастера и наблюдать за играми из его личной ложи. При проектировании гладиаторской арены на Сакааре для фильма «Тор: Рагнарёк», художник-постановщик Дэн Хенна изучил римских гладиаторов и решил сделать «всё по-инопланетному», окружив арену «стоячими трибунами»[67].

- Элементали (основанные на одноимённой команде из Marvel Comics) — серия иллюзий, созданная с помощью проекторов и беспилотных летательных аппаратов, используемых Квентином Беком, чтобы сеять хаос по всему миру. Чтобы скрыть их природу, Бек утверждал, что Элементали были сверхсильными существами с Земли-833, которые появились из межпространственного разлома, вызванного Щелчком. Эта итерация состоит из Воздушного, Земного, Огненного и Водного Элементалей; которые смоделированы по образу Циклона, Песочного человека, Расплавленного человека и Гидромена соответственно[192]. Квентин Бек, действуя под видом Мистерио, утверждал, что они родились в чёрной дыре и разрушили его реальность Земли-833. После того, как Мистерио победил Воздушного и Земного Элементалей за кадром, он продолжает сражаться с Водным Элементалем в Венеции, в то время как Ник Фьюри и Мария Хилл убеждают Человека-паука помочь Мистерио победить Огненного Элементаля в Праге. Однако, найдя голографический проектор, Человек-паук и Эм-Джей обнаруживают, что на самом деле они были дронами, оснащёнными голографической технологией, которую Бек и команда бывших сотрудников «Stark Industries» использовали, чтобы выглядеть героем уровня Мстителей. Когда Бек узнал об их открытии, он приказал своим сообщникам создать монстра Объединённого Элементаля, чтобы отвлечь мир, пока он намеревался убить их. Его план был сорван, когда Человек-паук попал в иллюзию и деактивировал дронов, создавших её, прежде чем победить Бека.

- Книга Зимнего солдата — книга, ранее использовавшаяся «Гидрой», содержащая русские слова-триггеры, которые при произнесении превращали их Зимних солдат в смертоносных убийц. Позже она была обнаружен Гельмутом Земо и использовалась для того, чтобы снова превратить Барнса в Зимнего солдата, используя слова из книги: «Желание, ржавый, семнадцать, рассвет, печь, девять, добросердечный, возвращение на родину, один, товарный вагон». Эффект слов-триггеров в конечном итоге сводится на нет после того, как Барнс исцеляется в Ваканде.

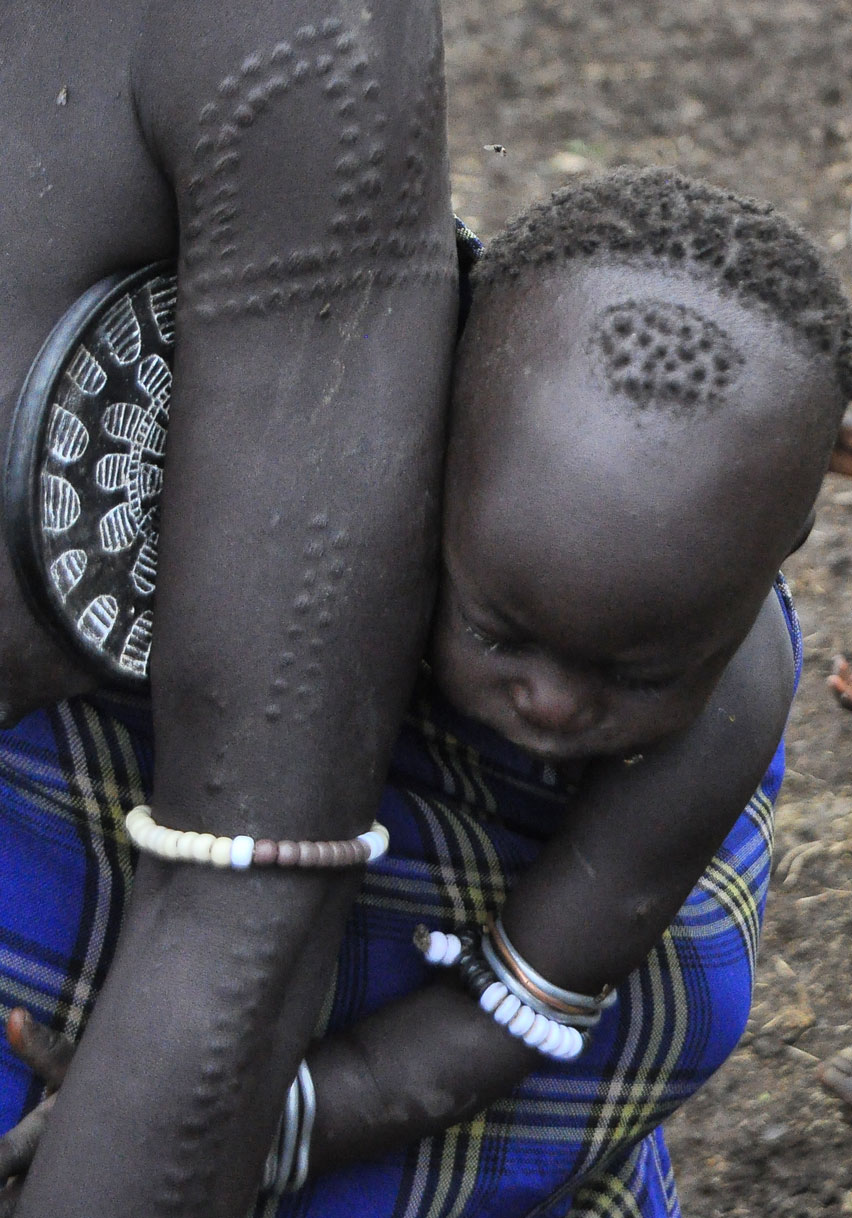
Сурма со шрамами на руке

- Шрамы Киллмонгера — серия из примерно 3000 «крокодильих шрамов», покрывающих тело Эрика «Киллмонгера» Стивенса, который он нанёс сам себе. Каждый из них представляет собой подтверждённое убийство, совершённое в то время, когда он был американским спецназовцем Военно-морского флота. Шрамы должны напоминать татуировки со шрамами племён мурси и сурма[193] и состояли из 90 индивидуально вылепленных силиконовых форм, на нанесение которых уходило два с половиной часа[194]. Майклу Б. Джордану, который изображает Киллмонгера, приходилось сидеть в сауне в течение двух часов в конце дня, чтобы снять грим.[101]

- Компас Стива Роджерса — линзовый компас, который Стив Роджерс повсюду носит с собой. На крышке находится фотография Пегги Картер, взятая из газеты, которую он просматривает, когда думает, что вот-вот умрёт, например, когда он совершает крушение «Валькирии» в Арктике или перед тем, как отправиться в Сад, чтобы убить Таноса вместе с другими Мстителями.

- «ВандаВижн» — ситком, транслируемый Вандой Максимофф в аномалии Уэствью, используя свои способности к магии хаоса. Действие ситкома разворачивается в городе Уэствью, Нью-Джерси, в центре сюжета семья Ванды Максимофф, в которую входили Вижен, Билли Максимофф и Томми Максимофф. В нём также «снимались» Агата Харкнесс в роли Агнес, Ральф Боунер в роли Пьетро Максимоффа, Моника Рамбо в роли Джеральдины, Тодд и Шэрон Дэвис в роли Артура и миссис Харт, Абилаш Тэндон в роли Норма, Гарольд и Сара Проктор в роли Фила и Дотти Джонс, Джон Коллинз в роли Хёрба, Изабель Матсуэйда в роли Беверли, неизвестный актёр в роли Денниса и Дарси Льюис в роли неназванного персонажа. Шоу было в конечном счёте «отменено» Вандой (как описано Тайлером Хейвордом) после того, как её действия были обнаружены Виженом и «М.Е.Ч.ом», и она расширила Гекс, чтобы спасти жизнь Вижена.

- Анома́лия Уэ́ствью (анома́лия Ма́ксимофф или Гекс) — телекинетическая граница вокруг города Уэствью, Нью-Джерси, созданная Вандой Максимофф. Граница аномалии может быть расширена Вандой в одностороннем порядке для включения окружающих областей, искажая реальность и преобразовывая объекты и людей на молекулярном уровне. Аномалия затягивает Монику Рамбо, и после трёх проходов через барьер обретает сверхчеловеческие способности. Аномалия позволяла существовать созданным Вандой Билли и Томми Максимоффам, а также воплощению Вижна Ванды Максимофф. Покинув границу, «Вижен» начинает распадаться. Билли, унаследовав способности своей матери, чувствует это, и предупреждает Ванду, которая после этого расширяет Аномалию на несколько километров в размере. В конце концов, Ванда снимает Аномалию с Уэствью после нападений Агаты Харкнесс и давления со стороны жителей Уэствью.

- Сомна́мбула — заклинание из книги «Даркхолд», позволяющее пользователю проецировать своё сознание в альтернативную реальность и проникать в разум своей альтернативной версии, с целью её дальнейшего контроля, пока сохранена связь. Пользователь не может контролировать тело своего двойника, если его нет в нужной пользователю вселенной. Пользователь также может контролировать не только живые тела, но и мёртвые, однако в данном случае он будет подвергнут нападению душ проклятых. Без сил «Даркхолда» (или вычерченных заклинаний на горе Вундагор) данное заклинание произвести нельзя. Было использовано Вандой Максимофф с целью нахождения своих детей, а затем для убийства команды «Иллюминаты». Позже, заклинание было использовано Стивеном Стрэнджем-616 из альтенативной реальности на погибшем альтернативном двойнике для победы над Вандой во Вселенной-616.

- Сопряже́ние миро́в — процесс деформирования устройства реальности, а также процесс стирания границ между альтернативными и параллельными реальностями, приводящий к их столкновению, и последующему уничтожению одной, или обеих реальностей. Этот процесс образуется при появлении альтернативной версии человека или существа в оригинальной реальности, или при слишком длительном использовании заклинания «Сомнамбула». На Земле-838, Стивен Стрэндж в поисках спасения от угрозы Таноса, с помощью книги «Даркхолд» безуспешно искал спасение в альтернативных реальностях, что привело к «сопряжению миров», и полному уничтожению одной из вселенных, в результате чего команда «Иллюминаты» уничтожила Стрэнджа, считая его действия опасными для Мультивселенной. Позже, Стрэндж-616 и Кристина Палмер-838 попадают в мир, разрушенный «сопряжением», где встречают версию Стрэнджа, не сумевшего спасти мир от «сопряжения», в результате чего он живёт в разрушающемся мире, охраняя «Даркхолд» этой реальности. Позднее, Стрэндж-616 встречает волшебницу, призывающую его остановить вызванное им «сопряжение миров», отправляясь вместе с ней в Тёмное измерение.

## Комментарии
1. ↑  В оригинале, E.D.I.T.H — Even Dead, I'm The Hero (рус. Даже Мёртвый Я Герой)
2. ↑  J.A.R.V.I.S. — Just A Rather Very Intelligent System
3. ↑  События фильма «Мстители: Финал» (2019).
4. ↑  События фильма «Человек-паук 2» (2004)
5. ↑  Так как в момент попадания в альтернативную реальность, разум Октавиуса всё ещё был захвачен щупальцами.
6. ↑  События фильма «Человек-паук: Нет пути домой (2021)